# Unju sa
Unju sa (Klasztor, 운주사) – koreański klasztor, Skarb Narodowy nr 312.

## Historia klasztoru
Klasztor został założony prawdopodobnie w roku 827 przez mnicha Tosŏna, znawcę geomancji i budowniczego wielu koreańskich klasztorów. Położony jest w powiecie Hwasun prowincji Chŏlla Południowa w Korei Południowej. Leży około 40 kilometrów na południe od miasta Gwangju. Znajduje się na końcu doliny.
W klasztorze przeprowadzono czterokrotnie prace wykopaliskowe i dwukrotnie poddano go badaniom akademickim prowadzonym przez Narodowe Uniwersyteckie Muzeum Jeonnam w latach 1984-1991, ale nie rozwiązały one ani problemu kto wybudował klasztor, ani nie rozwiązały tajemnicy jego metod konstrukcyjnych.
Według legendy związanej z Tosŏnem, półwysep koreański znajdował się stanie braku równowagi, ponieważ z rejonie Honam znajdowało się mniej gór niż w południowo-zachodnim rejonie Yŏngnam. Aby nie dopuścić do wywrócenia się kraju, Tosŏn sprowadził mistrzów kamieniarskich z nieba, którzy wyciosali tysiąc posągów Buddy oraz stup (pagód) w klasztorze Unjusa, który znajduje się w południowo-wschodniej części półwyspu. Jednak tuż przed zakończeniem prac zapiał kogut i mistrzowie kamieniarscy powrócili do nieba pozostawiając dwie niedokończone statuy na ziemi. Te dwie niedokończone rzeźby noszą nazwę Uabul (와불, Kamienne Statuy Leżącego Buddy).
Mistrz Tosŏn zauważył, że dolina klasztorna przypomina wielki statek. Dlatego też rozmieszczenie pagód i posągów jest takie, a nie inne. Wysokie, wąskie pagody znajdują się w jednej linii na dnie doliny i symbolizują maszty. Natomiast mniejsze, bardziej zaokrąglone pagody i posagi symbolizują ludzi.
Innym, praktycznym wyjaśnieniem powstania tysiąca posągów jest przekonanie, że Unjusa powstała jako szkoła dla mistrzów kamieniarskich.
Do czasów obecnych dotrwało tylko 91 (94?) posągów Buddy i 21 pagód. 21 pagód rozrzuconych jest na otaczających klasztor polach i górach. Są bardzo różne: 3-, 5-, 7- i 9-kondygnacyjne. Mają typowe cechy dla pagód powstałych w okresie Koryŏ: są kwadratowe, bardzo wąskie i wysokie, z dachami z płaskich kamieni. Rzeźby Buddy różnią się wielkością: od kilkudziesięciu centymetrów do 10 metrów. Mają unikatowe cechy występujące tylko w Unju sa: przypominają filary, mają proste twarze, ramiona i ręce są nieproporcjonalne do reszty figury a szaty są wyrzeźbione bardzo niezręcznie. W tekście z 1432 roku Dongguk yeoji seungram (동국여지승람) wspomina się o tysiącu posągach Buddy w Unju sa. Czyli w XVI wieku były one jeszcze w komplecie.

## Budynki i obiekty
- Unjusa Kuch'ŭng Sŏkt'ap (Dziewięciokondygnacyjna kamienna pagoda w Unju sa) – Skarb nr 796

Jest to najwyższa stupa na terenie klasztoru. Jest także pierwszą kamienną pagodą, do której się dochodzi idąc od głównej bramy do klasztoru. Kamienna podstawa stupy spoczywa na dużej skale. Stupa pokryta jest geometrycznymi wzorami. Kamienie stupy mają wyryty podwójny kształt diamentu z kwietnym ornamentem wewnątrz diamentu. Rogi kamienia dachowego są uniesione w górę a wokół okapu biegnie grzebieniowy wzór.
Ściany drugiej i trzeciej kondygnacji są zbudowane z czterech oddzielnych płyt kamiennych. Wszystkie inne kondygnacje są całkowicie zapełnione, bez luk. Udekorowane są filarami na krawędziach i pomiędzy nimi. Na szczycie znajduje się cylindryczny kamień, zabezpieczający miejsce dla Buddy. Stupa reprezentuje styl typowy dla ostatniego okresu dynastii Koryŏ.
- Unjusa Sŏkjo Pulgam (Kamienna buddyjska kaplica w Unju sa) – Skarb nr 797

Kaplica ta znajduje się w środku doliny. Została zbudowana z kamienia i naśladuje styl budynku drewnianego. Na dachu znajduje się ozdoba w kształcie kapelusza. Kaplica jest otwarta na północ i południe, i dwie figury buddów oparte o siebie plecami zwrócone są w tych kierunkach. Budda zwrócony na południe siedzi ze skrzyżowanymi nogami. Budda zwrócony na północ podobnie, jednak jego ręce ukryte są pod szatą. Przypuszcza się, że dłonie tworzą mudrę symbolizującą jedność Buddy ze wszystkim, co jest wyróżniającym atrybutem Wajroczany. Ze względu na jedyne w swoim rodzaju usytuowanie obu figur, kaplica jest cenionym przykładem w studiach na buddyjskimi rzeźbami.
- Wŏnhyŏng Tach'ŭng Sŏkt'ap (Wielokondygnacyjna cylindryczna stupa w Unju sa) – Skarb nr 798

Ta kamienna stupa została zbudowana na koliście ukształtowanym fundamencie z kamienia. Dwa solidne, pięciofasetowe kamienie tworzą dziesięciokąt (lub wielokąt z dziesięcioma bokami) tworzą podstawę stupy. Reszta stupy z dachem jest wykonana z pojedynczych kamieni. Z wyjątkiem podstawy wszystkie inne elementy stupy są koliste. Każdy z tych kamieni ma wyrytą dookoła podwójną poziomą linię. Kamień pierwszej kondygnacji powyżej podstawy jest ozdobiony 16 płatkami i kwiatem lotosu.
- Kŏbuk Pawi Ohch'ŭng Sŏkt'ap (Pięciokondygnacyjna stupa na kamiennej podstawie w kształcie żółwia) – Cenna Kulturalna Wartość nr 256

Ta stupa znajduje się na podstawie z dużej skały ukształtowanej w żółwia (Kŏbuk Pawi). Jest wybudowana w zupełnie innym stylu niż inne siedmiokondygnacyjne stupy w klasztorze i wyraźnie odpowiada wzorom okresu Silli. Stupa mierzy 5.75 metra wysokości i została wzniesiona w czasie dynastii Koryŏ.
- Uabul (Kamienne statuy leżącego Buddy) – Cenna Kulturalna Wartość nr 273

Dwie takie statuy znajdują się na zachodniej stronie szczytu góry rozciągającej się w kierunku południowym. Po lewej stronie znajduje się większa statua Buddy, która wykazuje pewne zachwianie proporcji ze względu na wąskie ramiona w stosunku do kolan. Mniejsza statua ma dłonie w mudrze, która być może wyraża gest ofiarowania dla bodhisattwy Awalokiteśwary. Szata jest zaznaczona kilkoma pionowymi i diagonalnymi liniami. Większa statua mierzy 12.73 metra długości, a mniejsza - 10.3 metra.
- Unjusa K'wangbae Sŏkbul-jwasang (Kamienna statua siedzącego Buddy z nimbem w Unju sa) – Cenna Kulturalna Wartość nr 274

Jest to jedyna statua Buddy z nimbem, który utworzony jest z płomienistego wzoru. Cały Budda jest wyrzeźbiony w jednym bloku kamiennym. Budda, mudra, nos, brwi i uszy są wyrzeźbiony reliefowo. Natomiast nimb jest wyrzeźbiony bardziej wgłębnie.
- Unjusa Ch'ilchŭng Sŏkt'ap (Siedmiokondygnacyjna stupa w Unjusa) – Cenna Kulturalna Wartość nr 276

Ta stupa znajdowała się pierwotnie na polach uprawnych. Mnisi wykupili je i zamienili w łąkę otaczającą klasztor. Okrągła baza stupy wspiera wyższe jej poziomy. Dwie najniższe kondygnacje składają się z czterech płyt kamiennych, których narożniki są zaznaczone wyrzeźbioną imitacją filarów. Od trzeciej kondygnacji, każde piętro wykonane jest z jednego kamienia z wyrytą imitacją narożnych filarów. Chociaż brakuje szczytowych ornamentów, stupa zbudowana jest według wzorów stup królestwa Silli. Mierzy 9.6 metra wysokości i została wybudowana w okresie Koryŏ.
- Unjusa Ssang-Gyoch'amun Ch'ilch'ŭng Sŏkt'ap (Siedmiokondygnacyjna kamienna stupa z krzyżowym wzorem w Unju sa) – Cenna Kulturalna Wartość nr 277

Ta stupa znajduje się tuż przed "Siedzącym kamiennym Budda z nimbem". Bazą stupy jest duży kwadratowy kamień. Chociaż jest ona wybudowana według wzorów Silli, to kamienie ozdobione są unikatowym wzorem "X" a w narożnikach wzorem "<>". Żaden z tych wzorów nie występuje nigdzie indziej. Stupa mierzy 7.75 metra wysokości.
- Unjusa Ch'ilc'hŭng Sŏkt'ap zwrócona do Unjusa Sŏkjo Pulgam (Siedmiokondygnacyjna kamienna stupa zwrócona do Kaplicy kamiennego Buddy w Unju sa) – Cenna Kulturalna Wartość nr 278

Ta stupa różni się konstrukcyjnie od wszystkich innych. Jest zbudowana bezpośrednio na bardzo niskim kamieniu (fundamencie), wszystkie inne stupy położone są na dużo większym kamieniu. Ten fundament ma zaledwie 5 centymetrów wysokości. Stupa mierzy 7.5 metra wysokości. Jest utrzymana, zwłaszcza dach, w stylu dynastii Paekche. Powstała w okresie Koryŏ.
- Kŏbuk Pawi Kyoch'amun Ch'ilch'ŭng Sŏkt'ap (Siedmiokondygnacyjna kamienna stupa z krzyżowym wzorem na kamiennej podstawie w kształcie żółwia) – Cenna Kulturalna Wartość nr 279

Ta stupa postawiona jest na kamiennej podstawie zwanej "skałą żółwia". I na tej stupie pojawia się wyryty z czterech stron ornament "X" począwszy od drugiej do siódmej kondygnacji. Dach wykonany jest w stylu Pakeche. Mierzy 7.17 metra wysokości. Powstała w okresie Koryŏ.
- Tach'ŭng Sŏkt'ap (Wielokondygnacyjna kamienna stupa przed Głównym Budynkiem) – Cenna Kulturalna Wartość nr 280

Po tej kamiennej stupie pozostały tylko cztery kondygnacje i dach. Dach wyróżnia ją od wszystkich innych stup klasztoru. Jest trzystopniowy, podobny do dachów na pagodach murowanych z cegieł; ma wyglądać jakby był pokryty dachówkami. Jest podobny do dachu kamiennej pagody w Wŏlnamsa w Kangjin. Stupa mierzy 3.23 metra wysokości i powstała w okresie Koryŏ.
- Ch'ilch'ŭng Sŏkt'ap przed Ch'ilsŏng Pawi (Siedmiokondygnacyjna kamienna pagoda przed Skałą Siedmiu Gwiazd) – Cenna Kulturalna Wartość nr 281

Jedynie część tej stupy jest wzniesiona na Skale Siedmiu Gwiazd, brak tu fundamentu lub kamiennej bazy. W rogu każdego fasetu znajdują się dość topornie wyrzeźbione imitacje filarów. Kamienie dachowe każdej kondygnacji zawierają taki sam linearny ornament, a okapy są nieco podniesione w każdym ich rogu. Stupa mierzy 7 metrów wysokości i została wzniesiona w okresie Koryŏ.
- Palwoohyŏng Tach'ŭng Sŏkt'ap (Wielokondygnacyjna kamienna stupa w kształcie miski ryżu) – Cenna Kulturalna Wartość nr 282

Ta stupa odbiega wyglądem od typowych kamiennych stup. Jest niestety niekompletna - pozostały tylko cztery kondygnacje. Pierwsza i trzecia kondygnacja wyglądają jak koraliki liczydła. Fasety drugiej i czwartej kondygnacji są zaokrąglone. Według książki Joseon gojeok dobo ta stupa liczyła kiedyś siedem kondygnacji. Obecnie stupa mierzy 4.15 metra wysokości i powstała w okresie Koryŏ.

## Adres klasztoru
- Unjusa, Daecho-ri 20, Doam-myeon, Hwasun-gun, Jeollanam-do, South Korea
- 전라남도 화순군 도암면 대초리 20

## Galeria

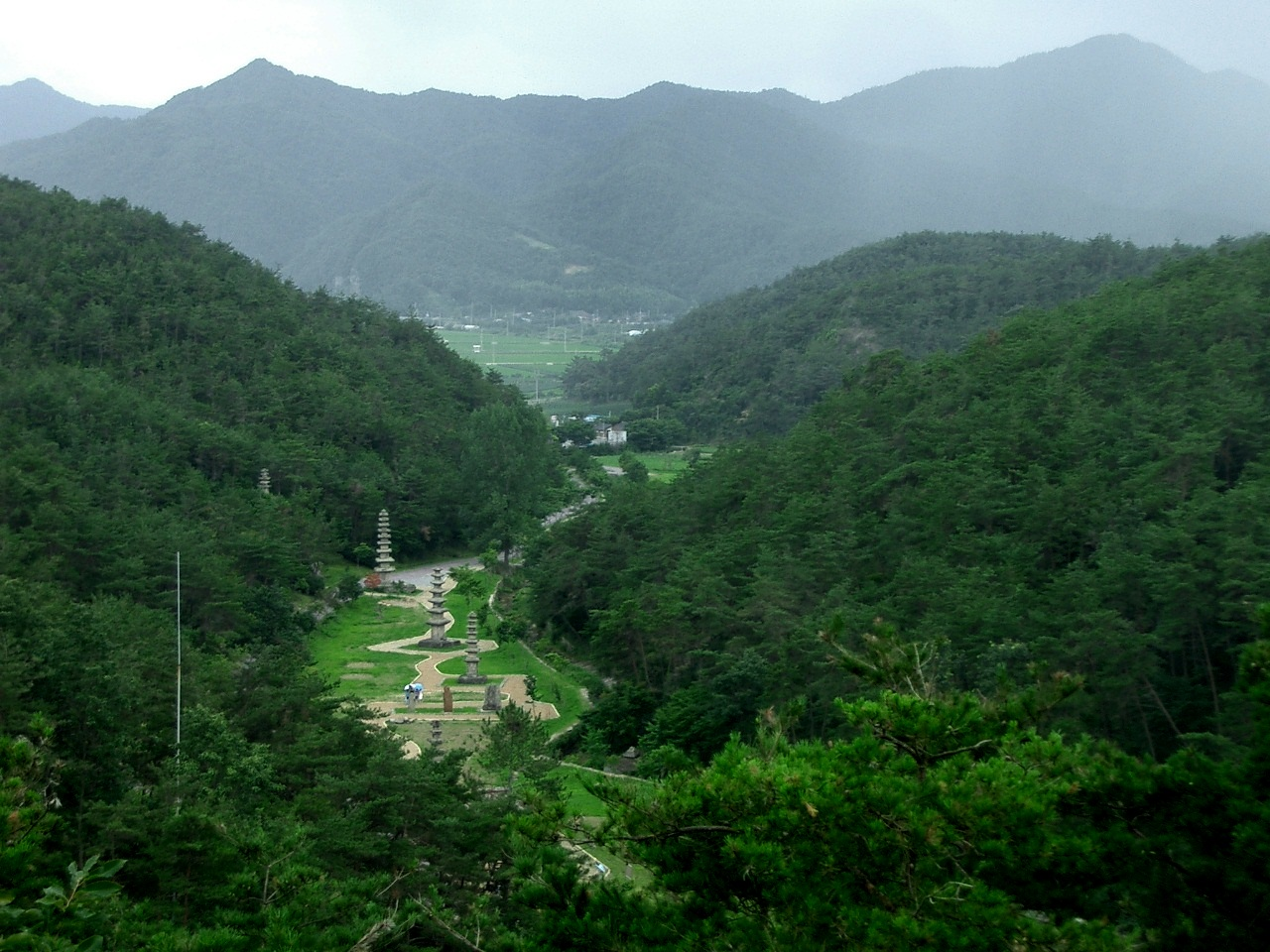
Widok z klasztoru
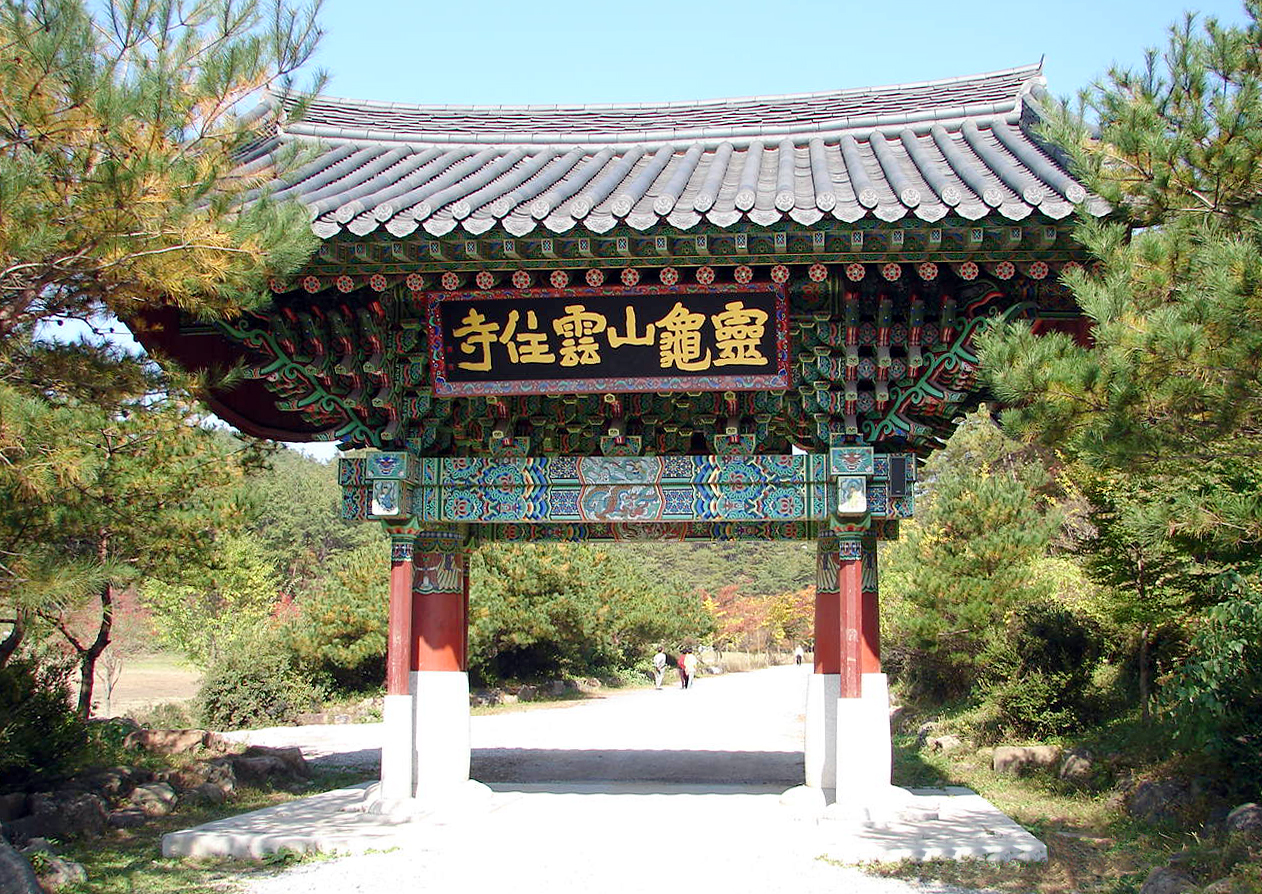
Brama
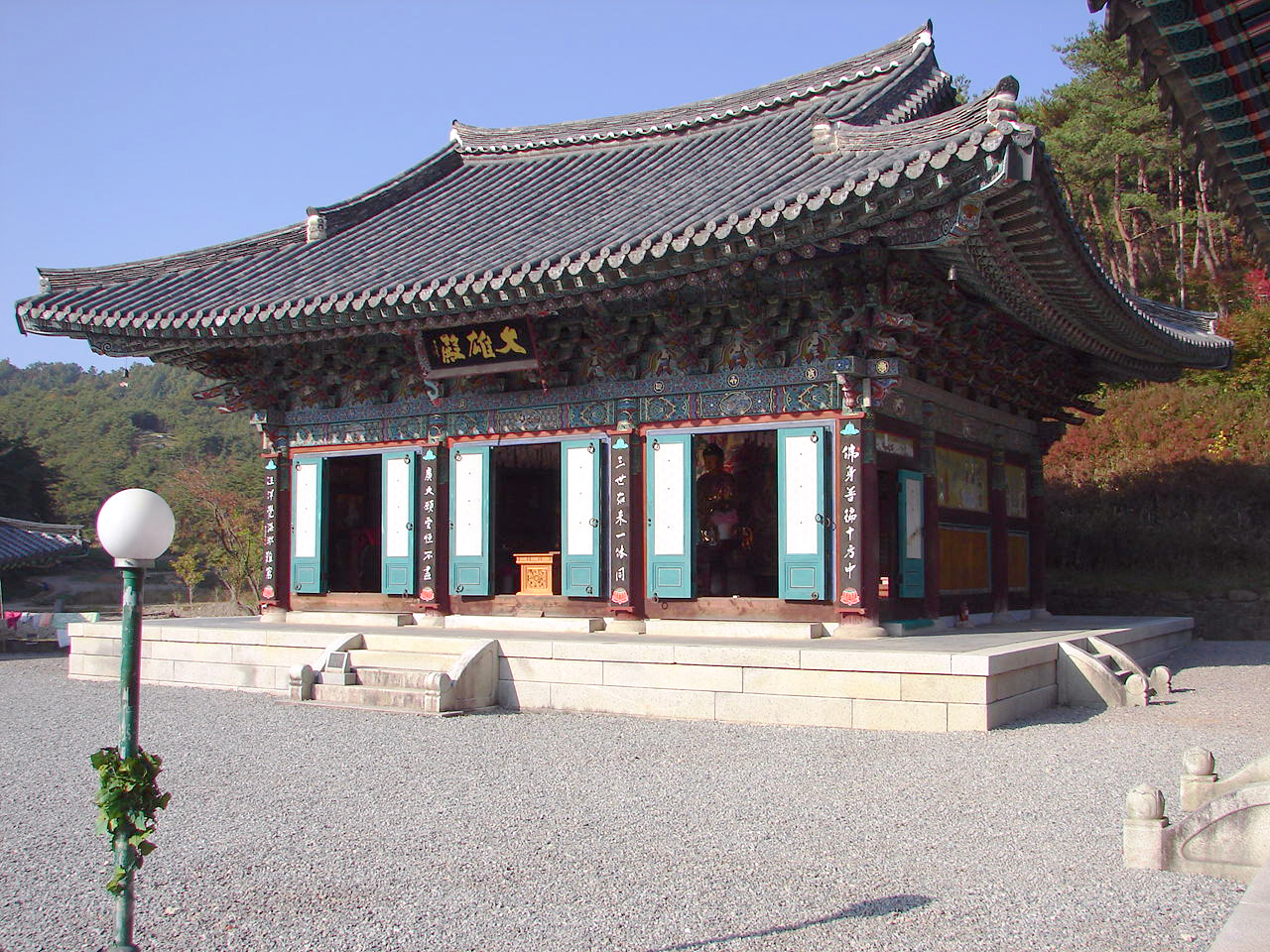
Główny budynek
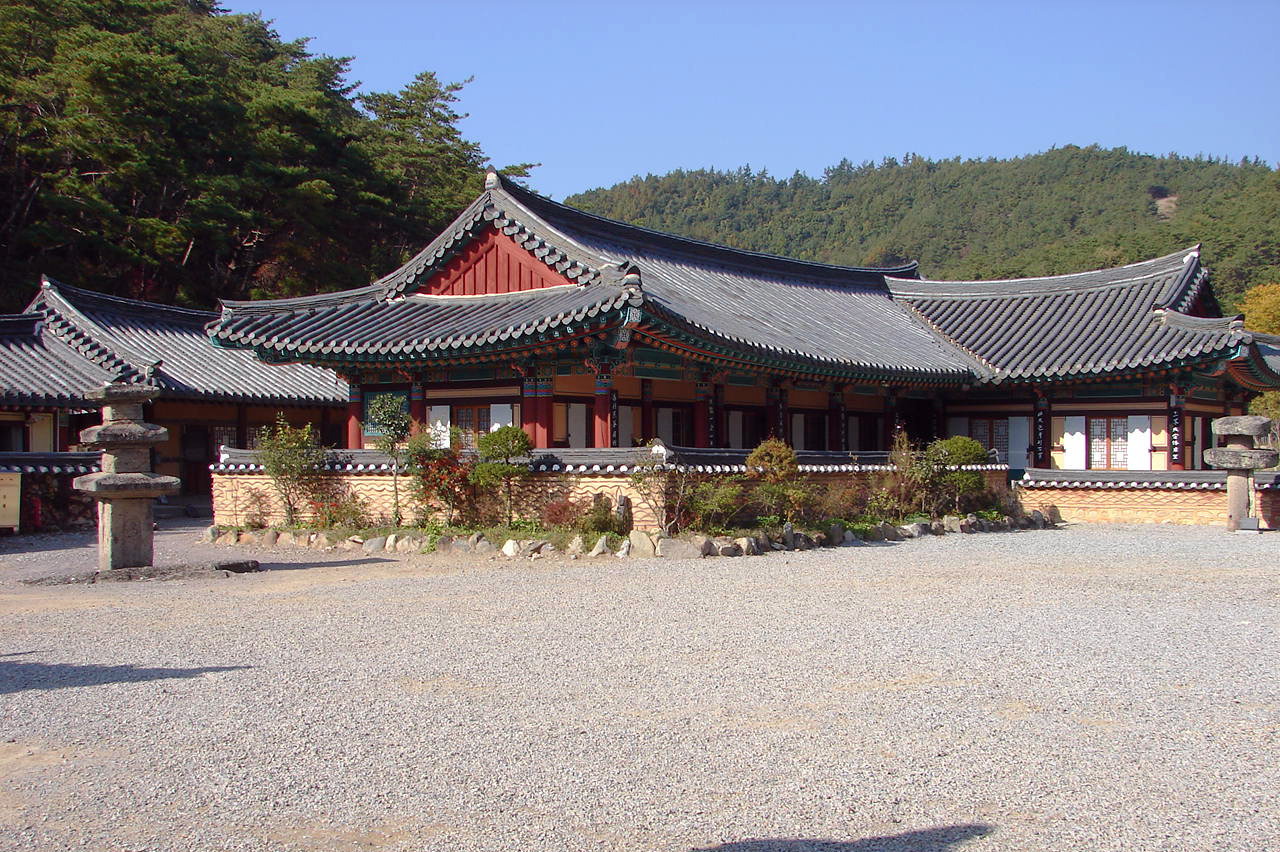
Fragment klasztoru
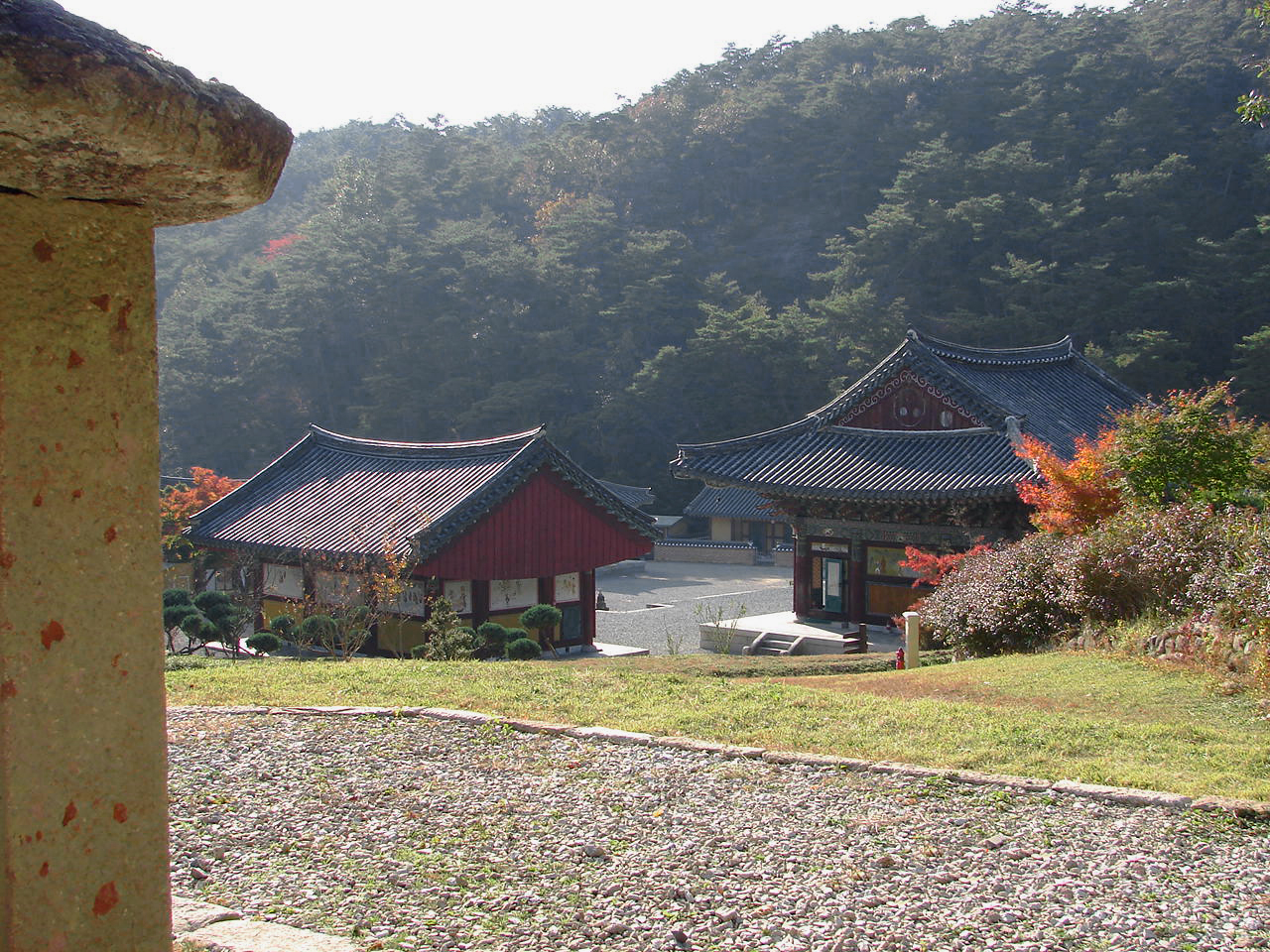
Budynki klasztorne
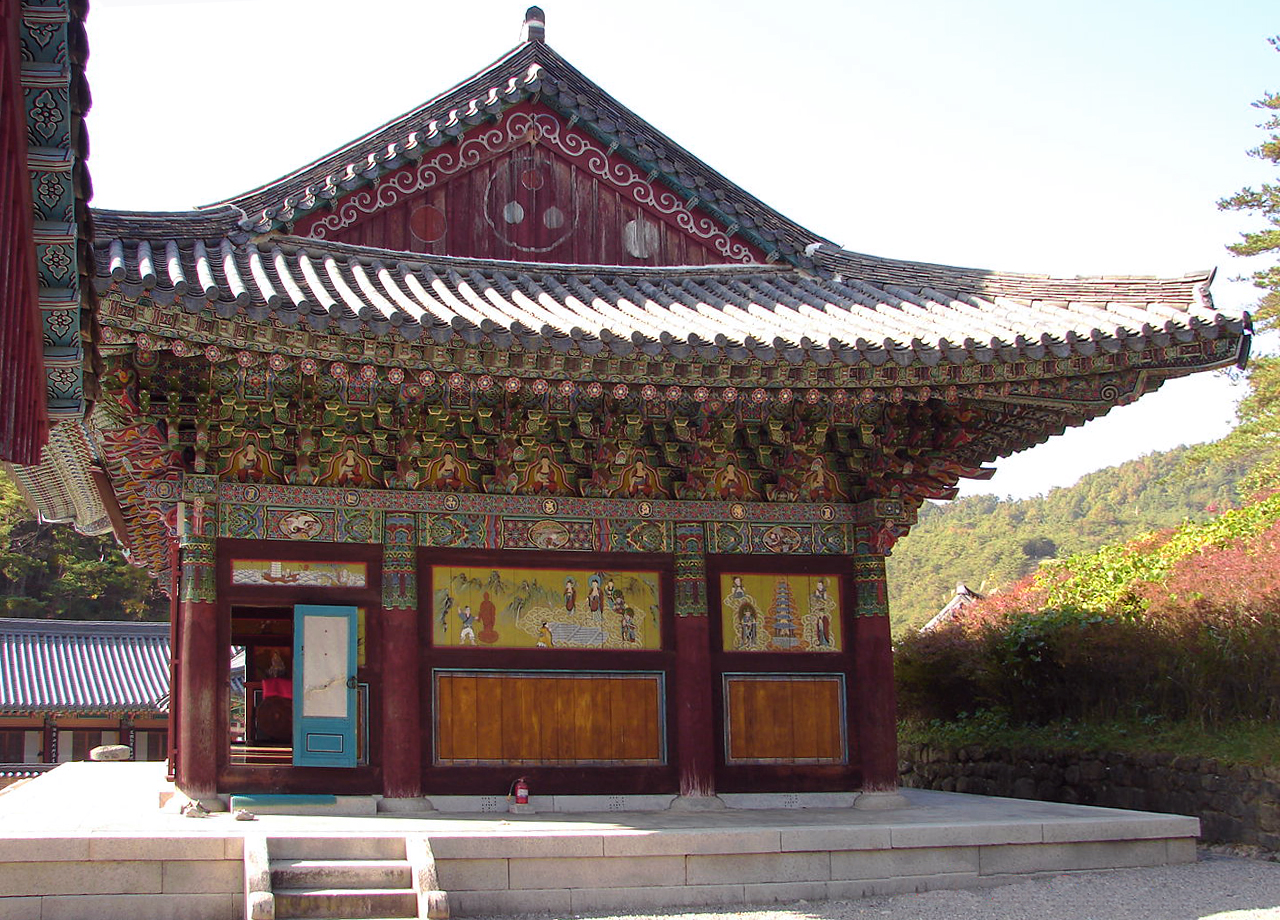
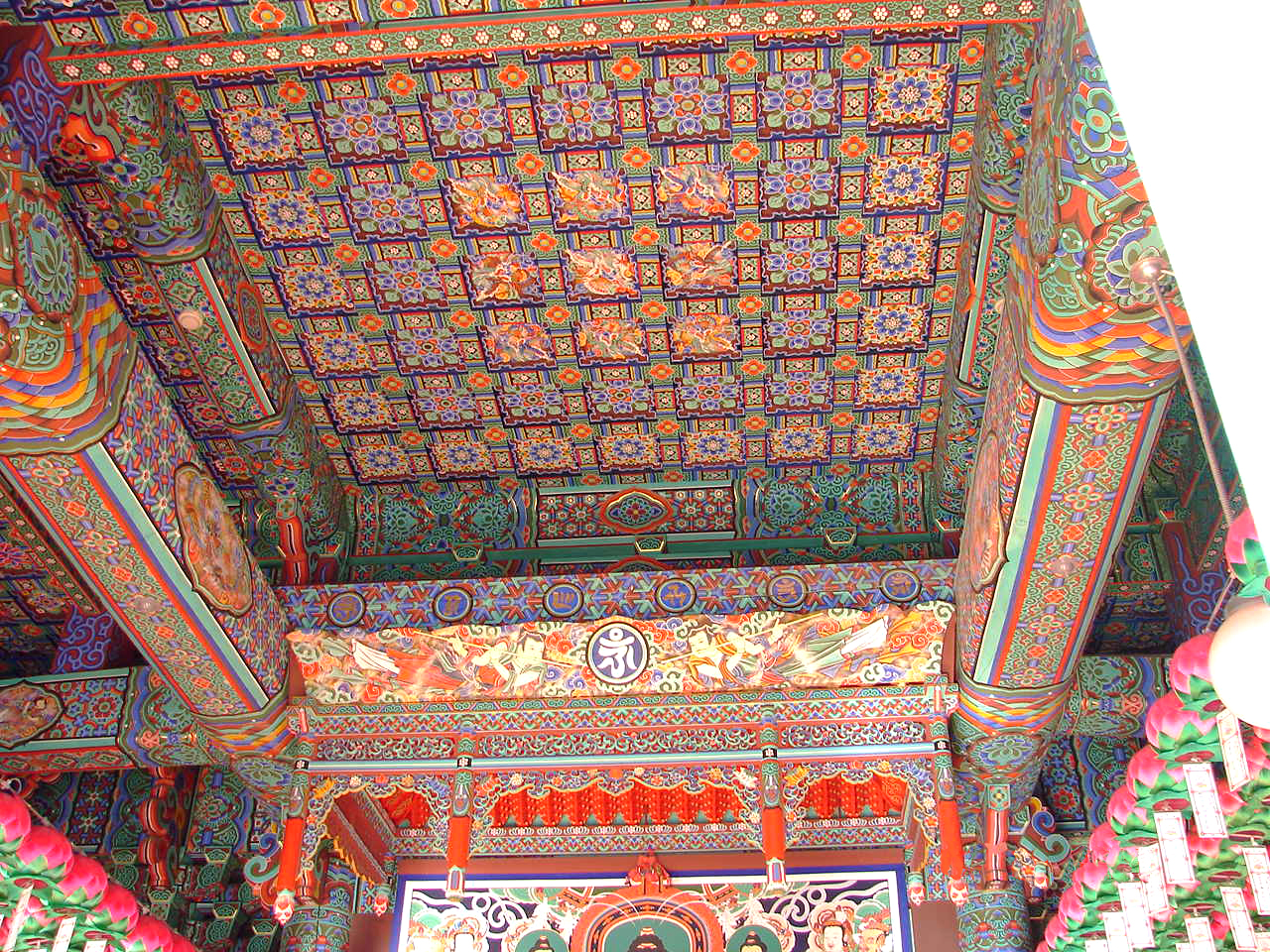
Detal stropu
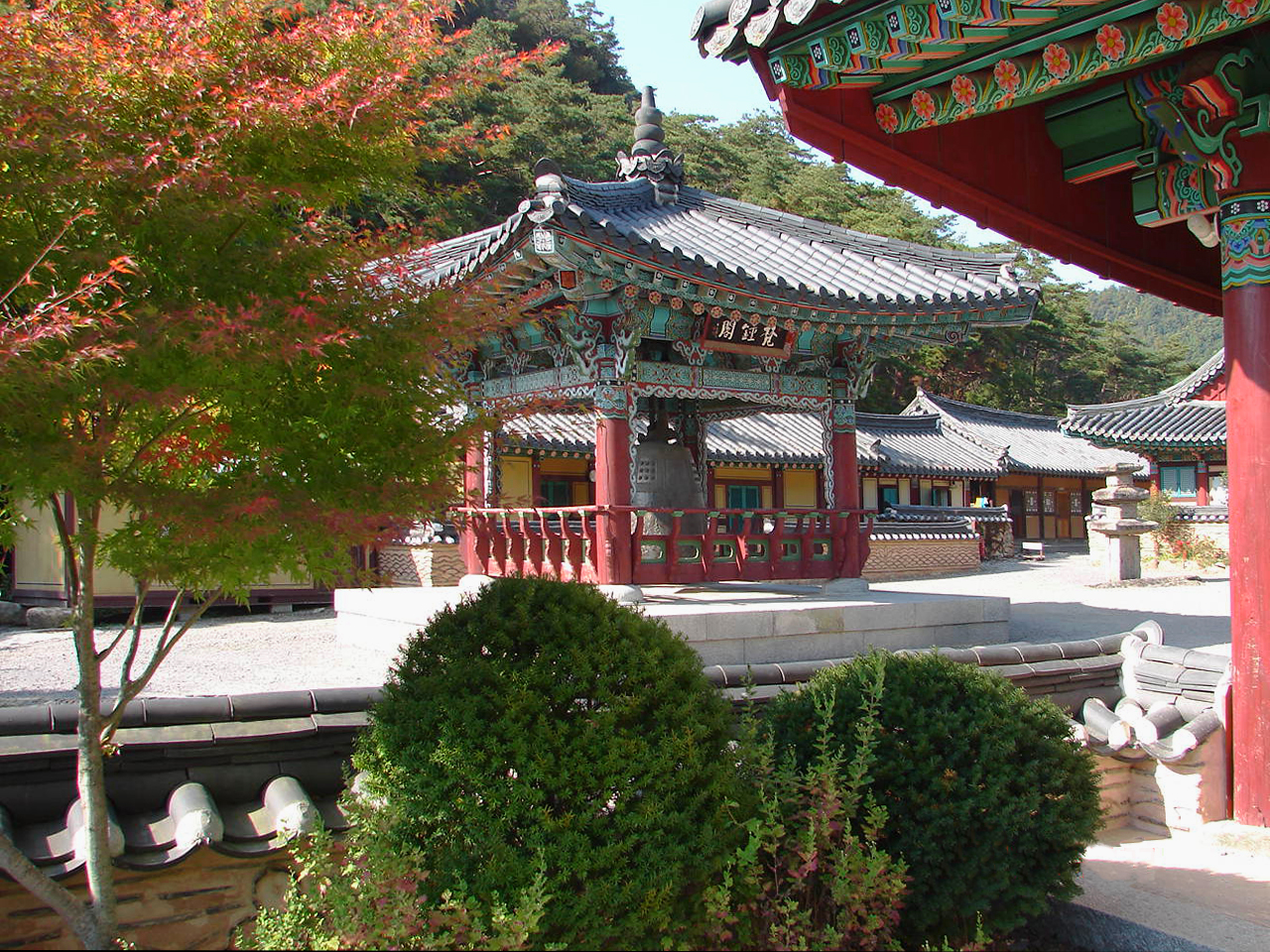
Pawilon dzwonu
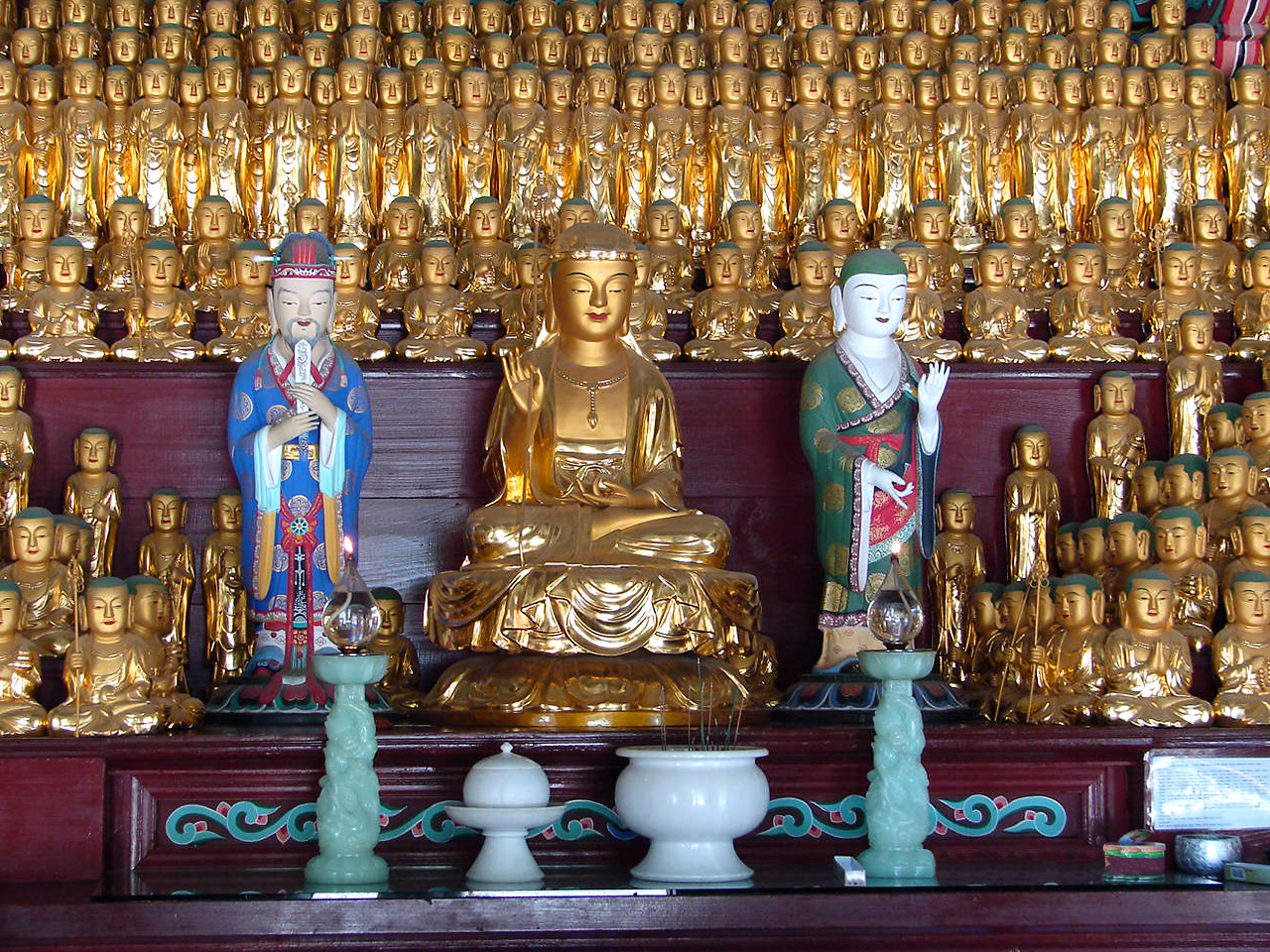
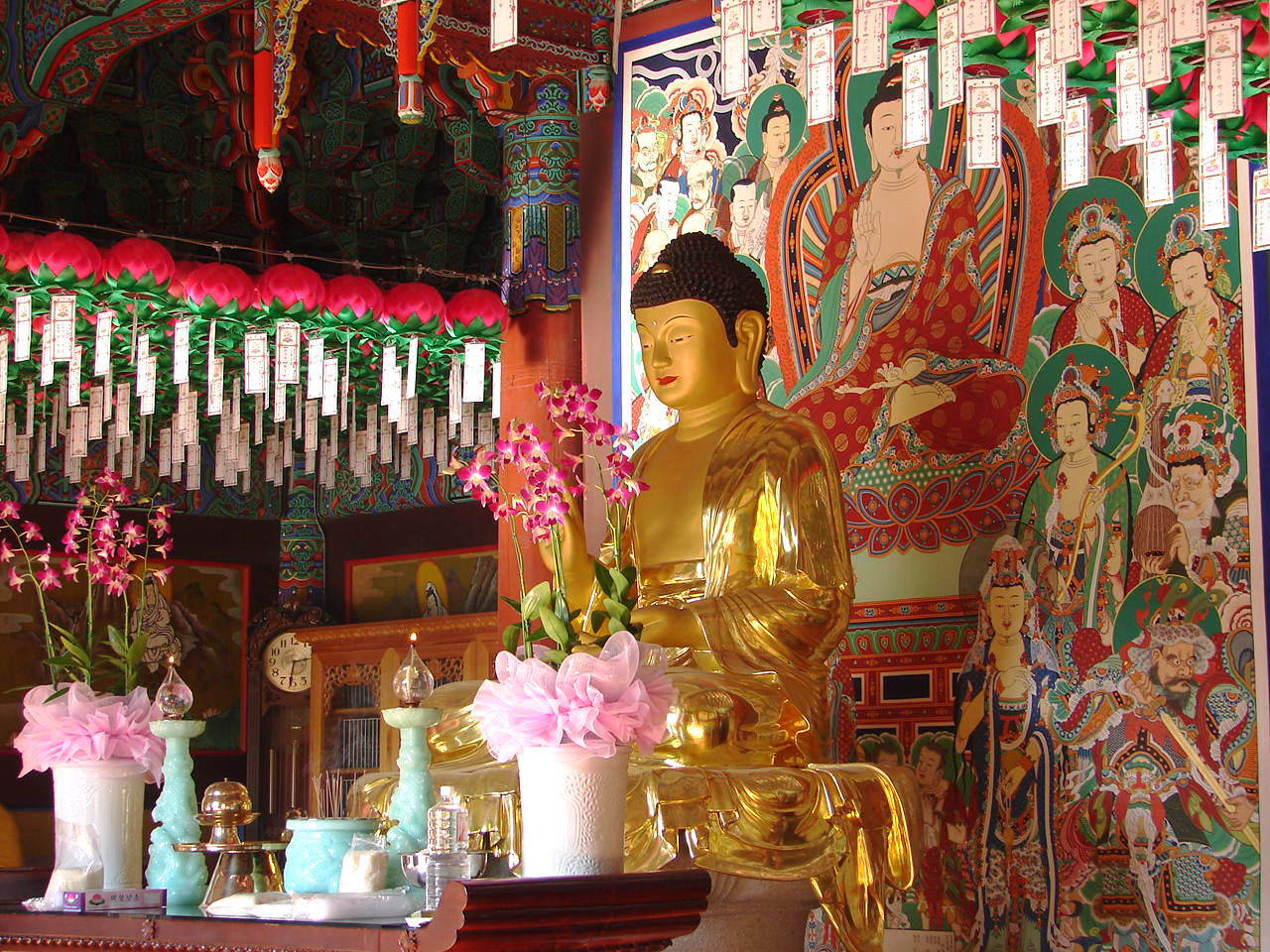
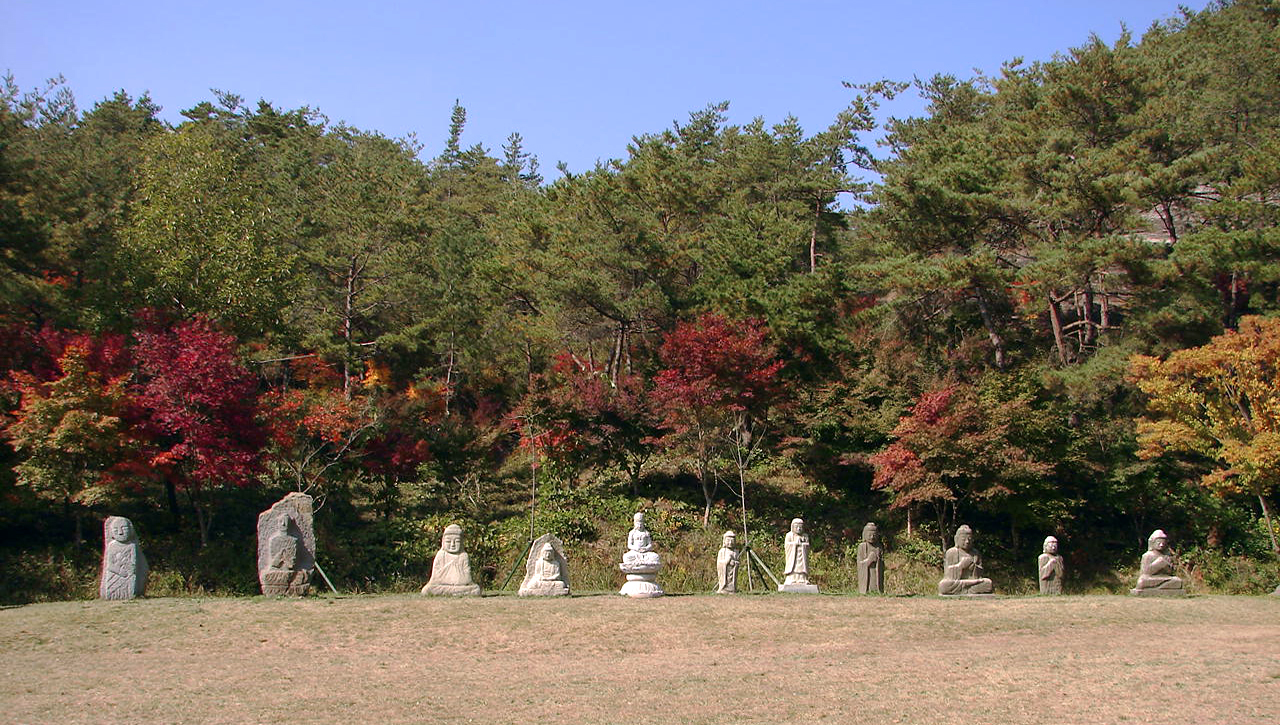
Posągi Buddów
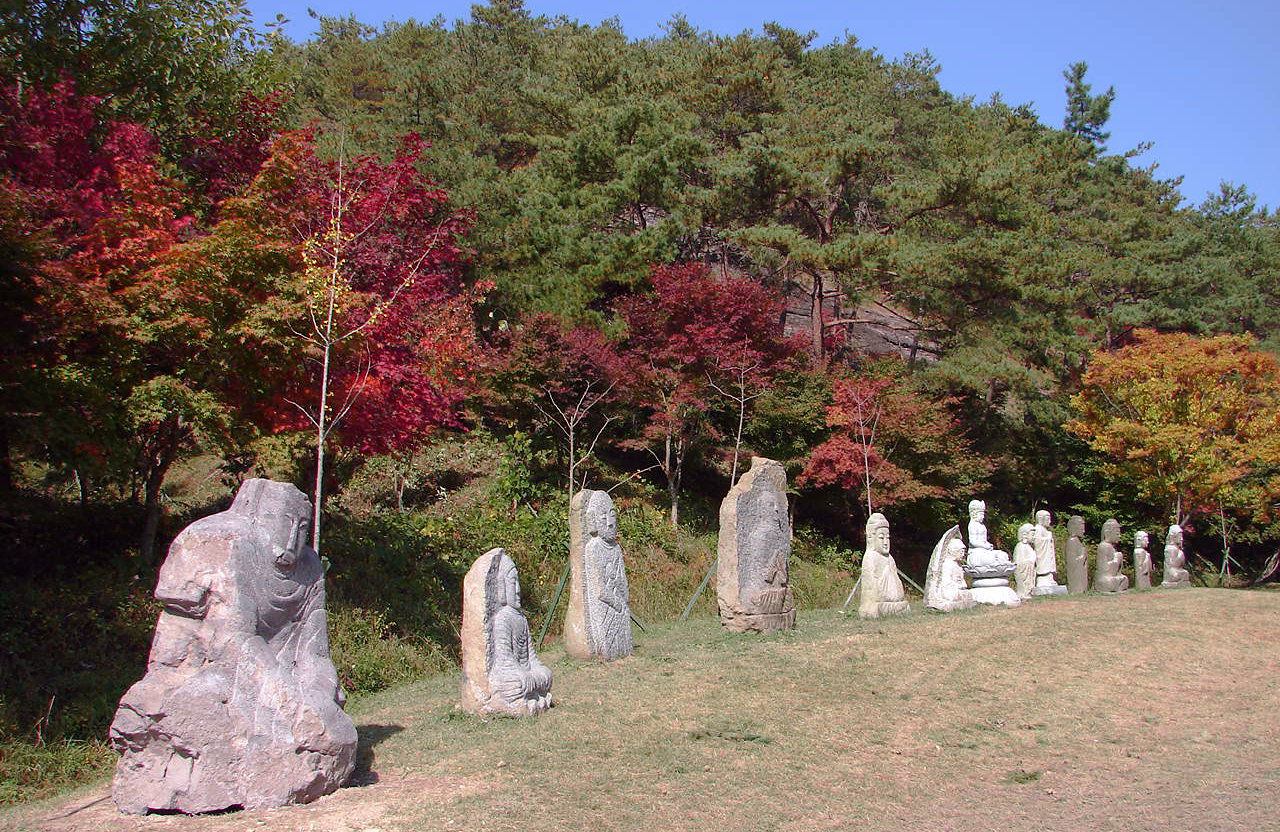
Figury Buddów
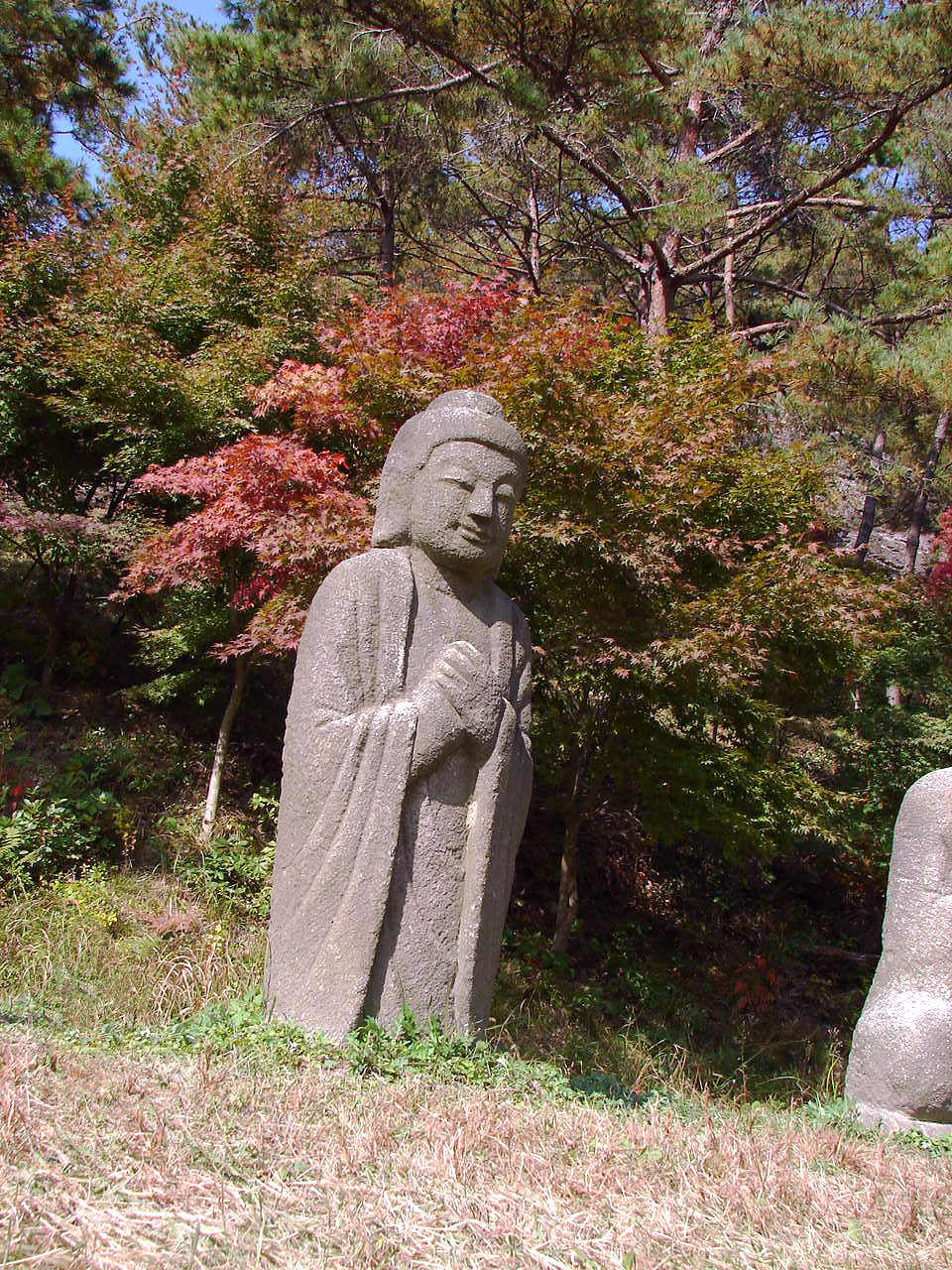
Kamienny Budda
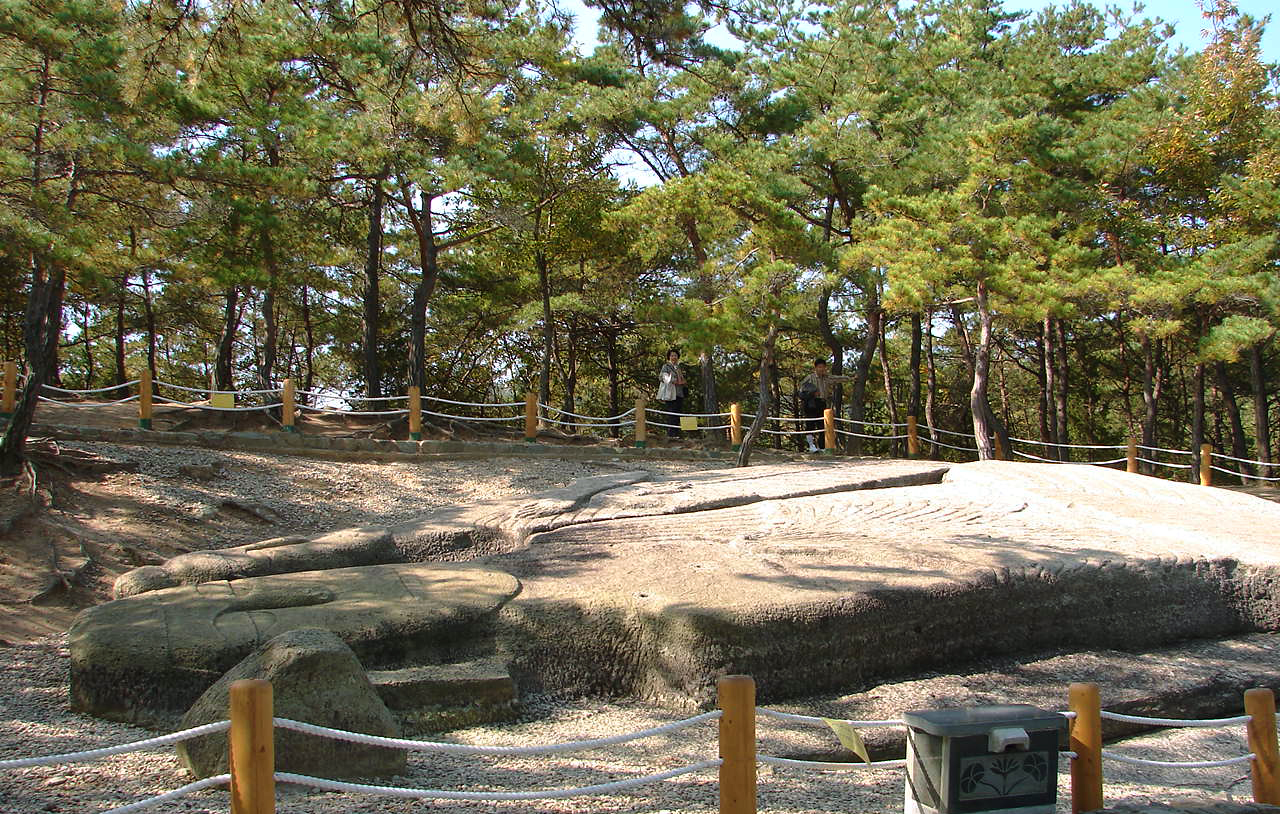
Leżący Budda - Cenna Kulturalna Wartość nr 273
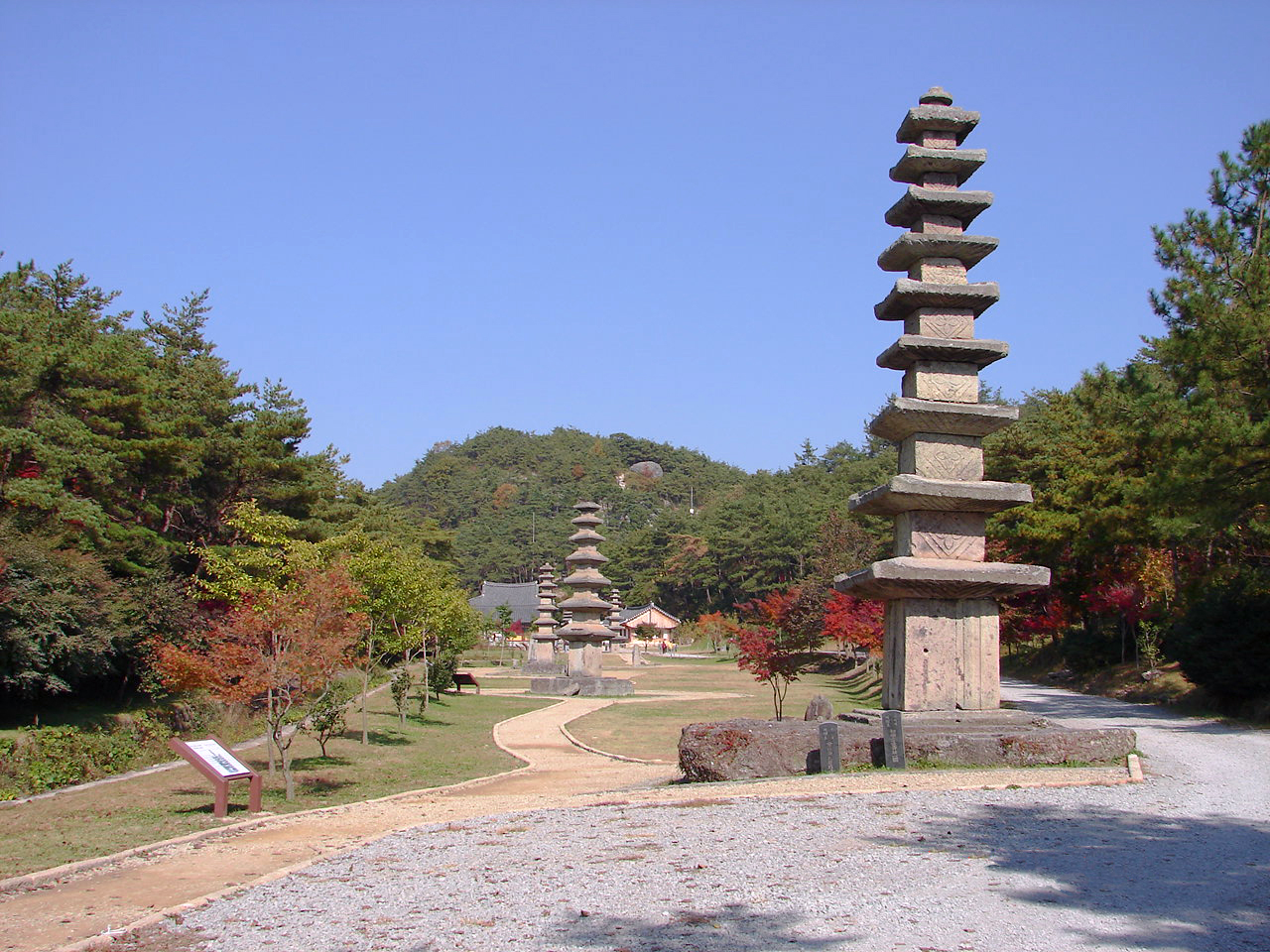
Pagody stojące w jednej linii
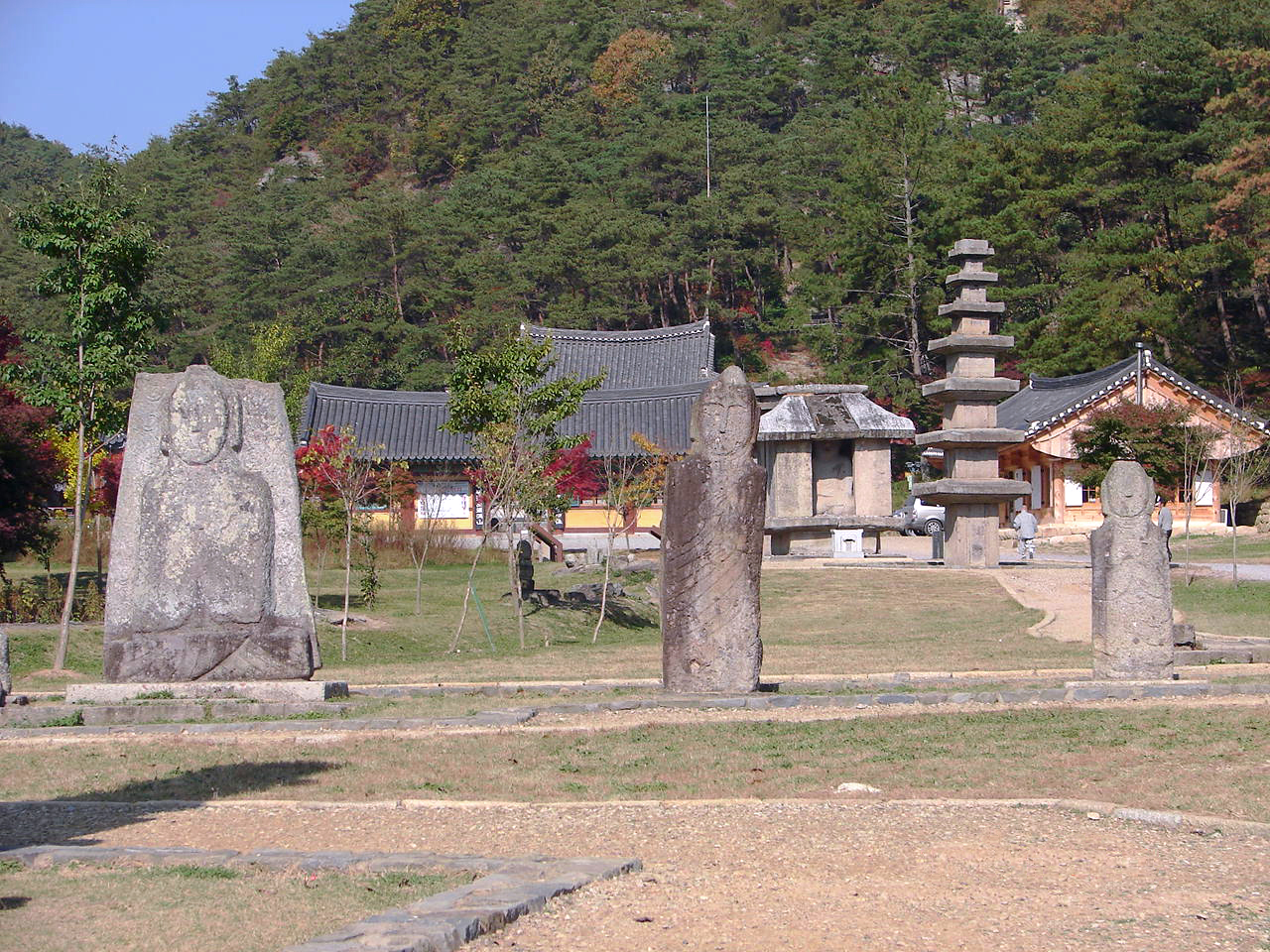
K'wangbae Sŏkbul-jwasang - Cenna Kulturalna Wartość nr 274
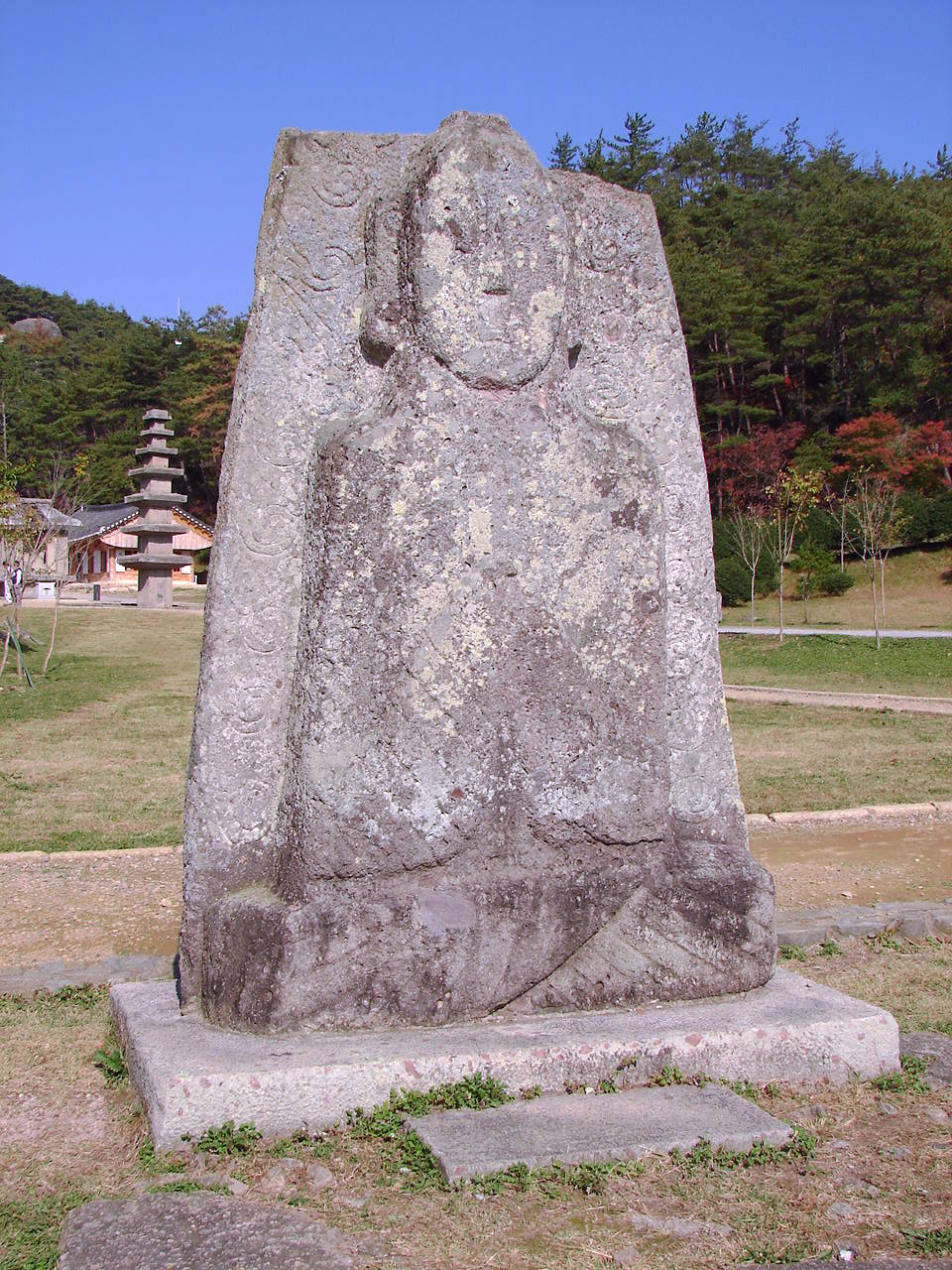
K'wangbae Sŏkbul-jwasang
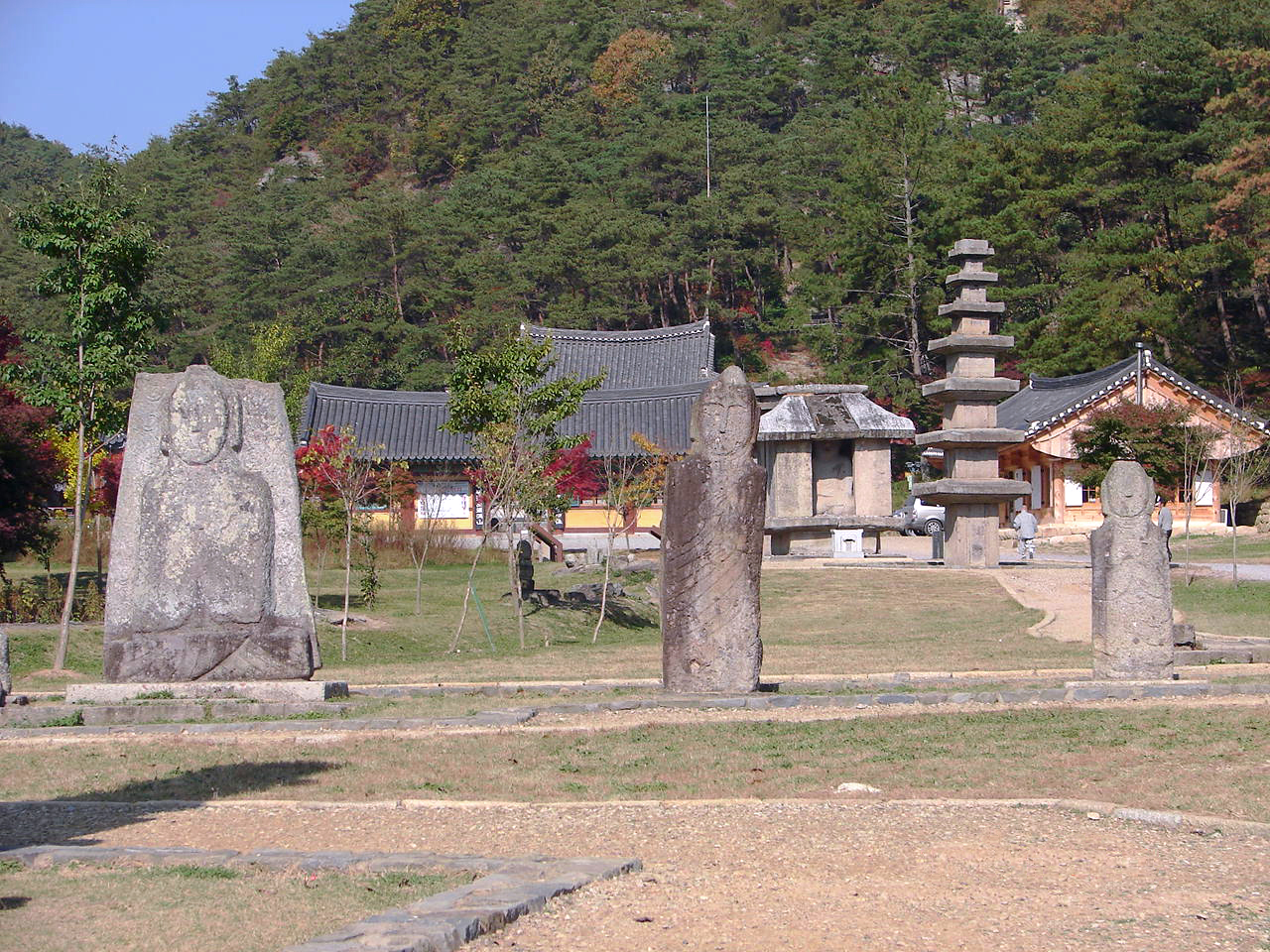
K'wangbae Sŏkbul-jwasang i stupa
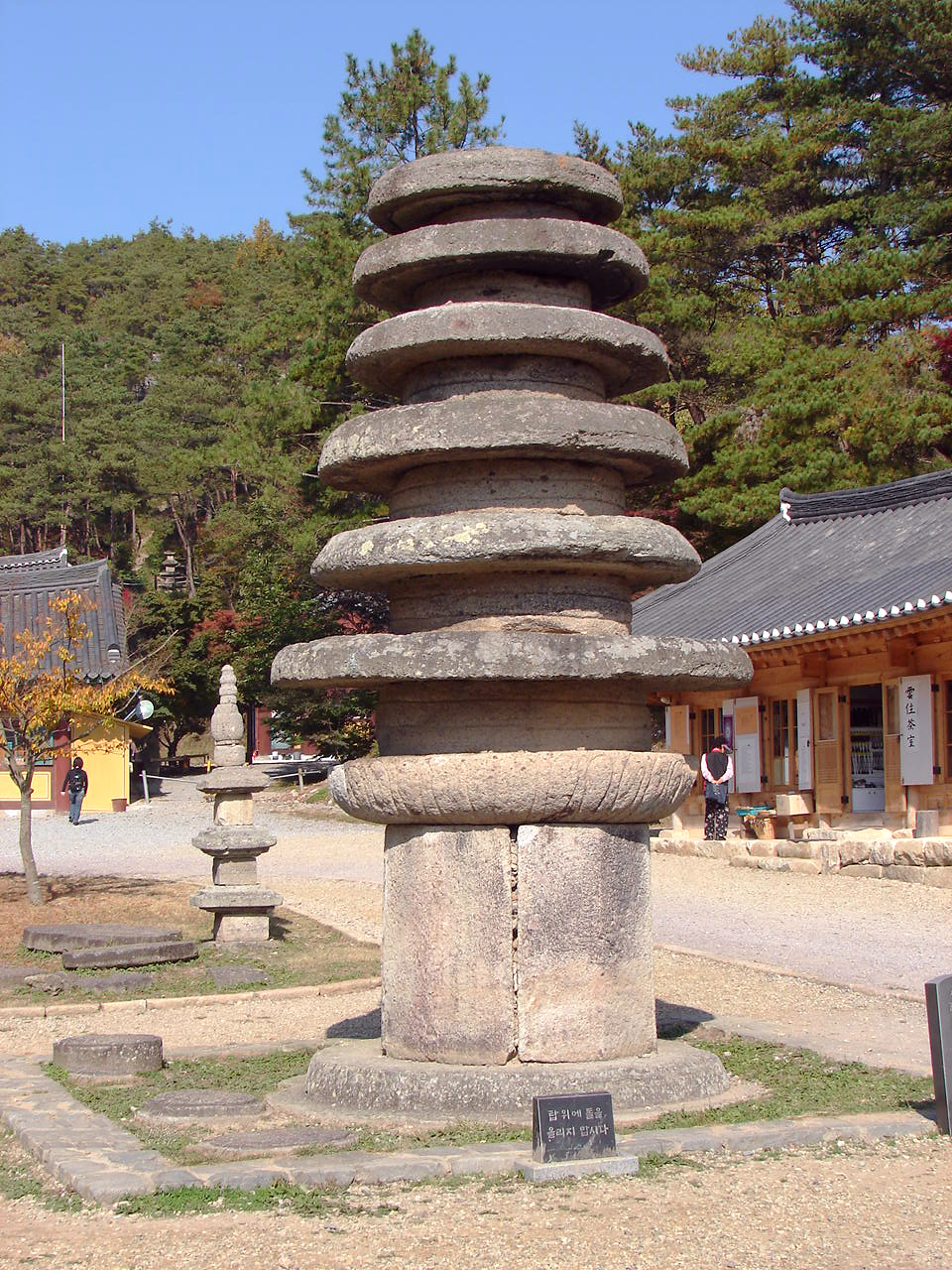
Cylindryczna pagoda Wŏnhyŏng Tach'ŭng Sŏkt'ap - Skarb nr 798
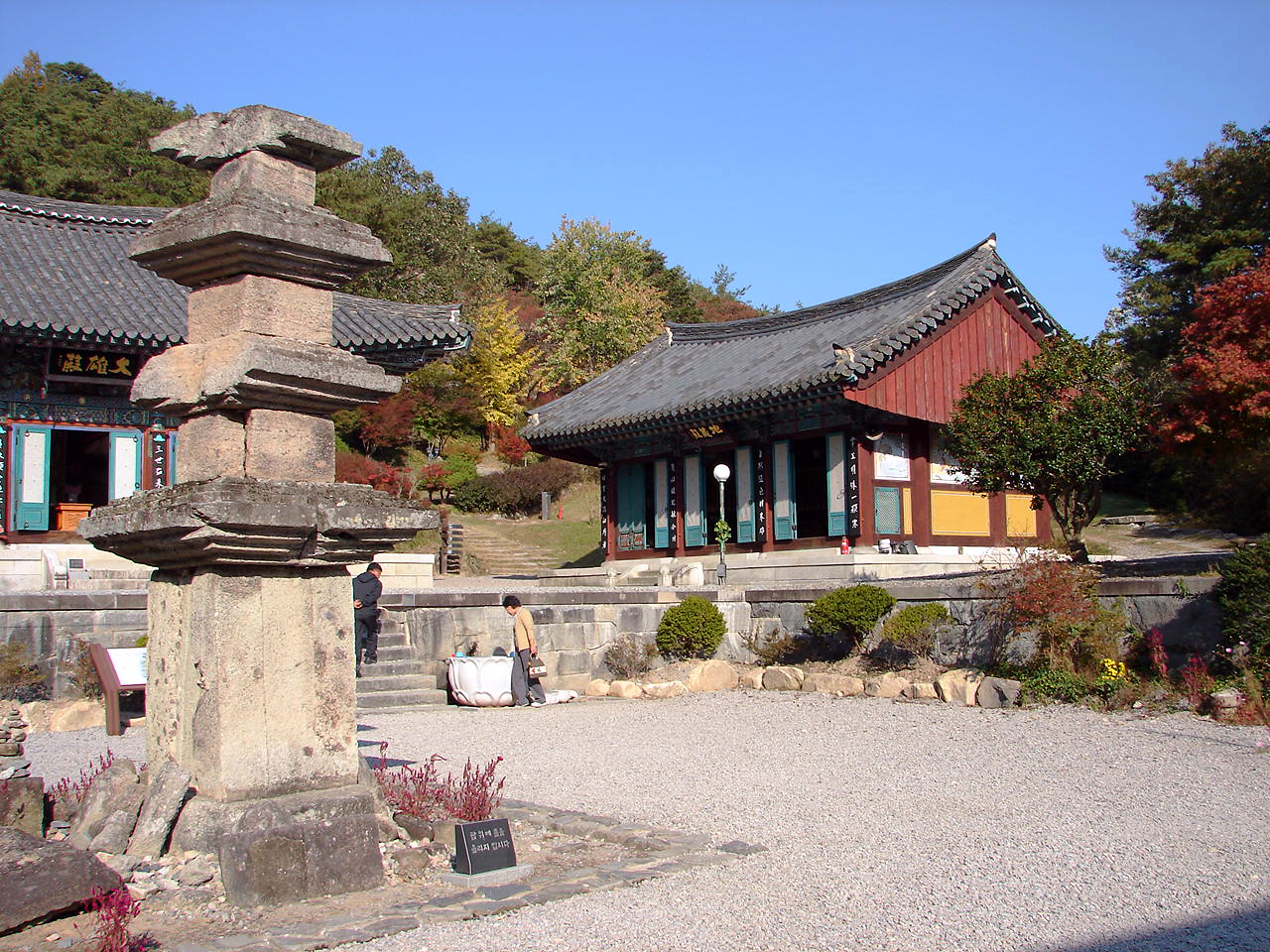
Tach'ŭng Sŏkt'ap - Cenna Kulturalna Wartość nr 280
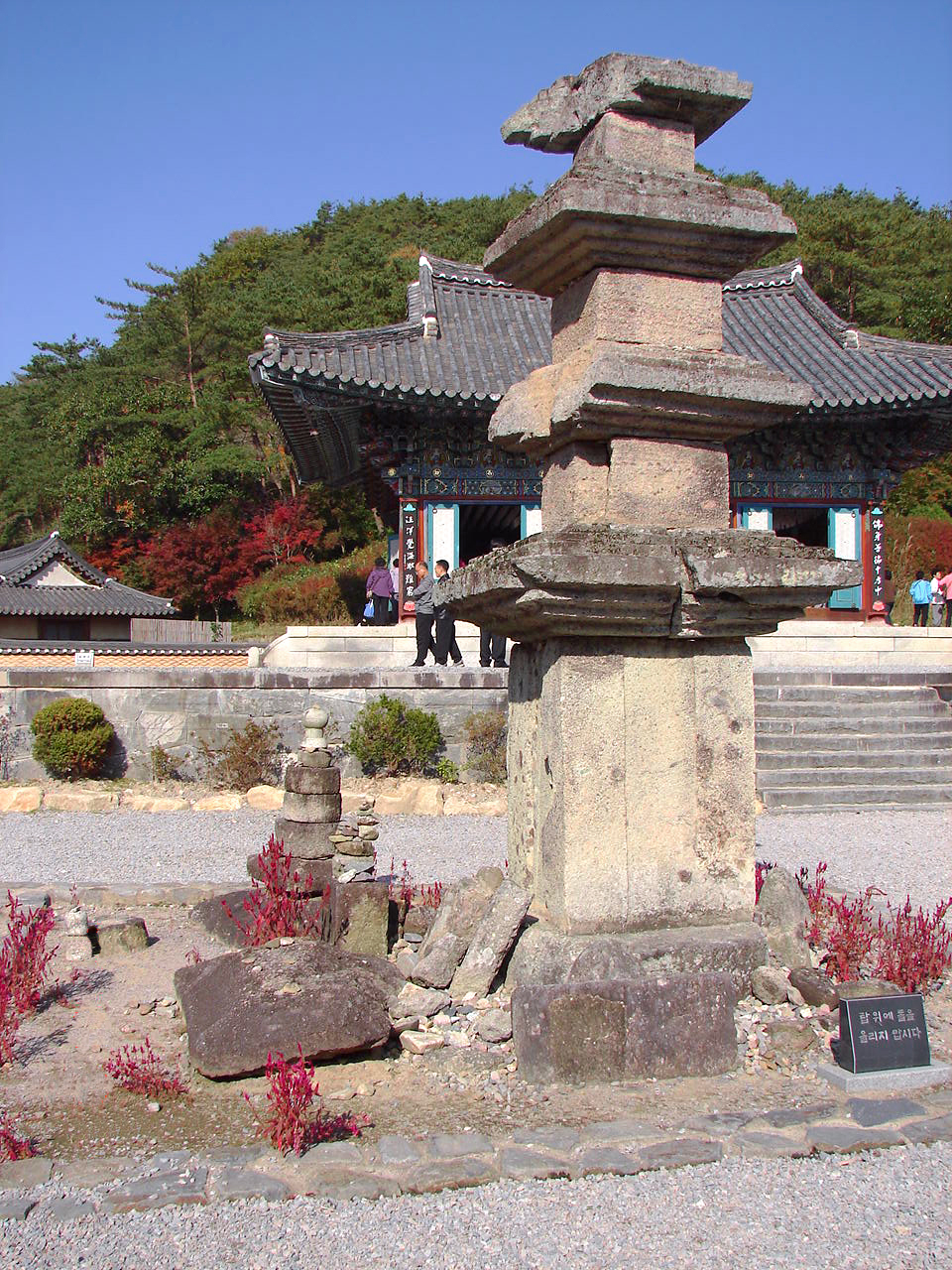
Tach'ŭng Sŏkt'ap
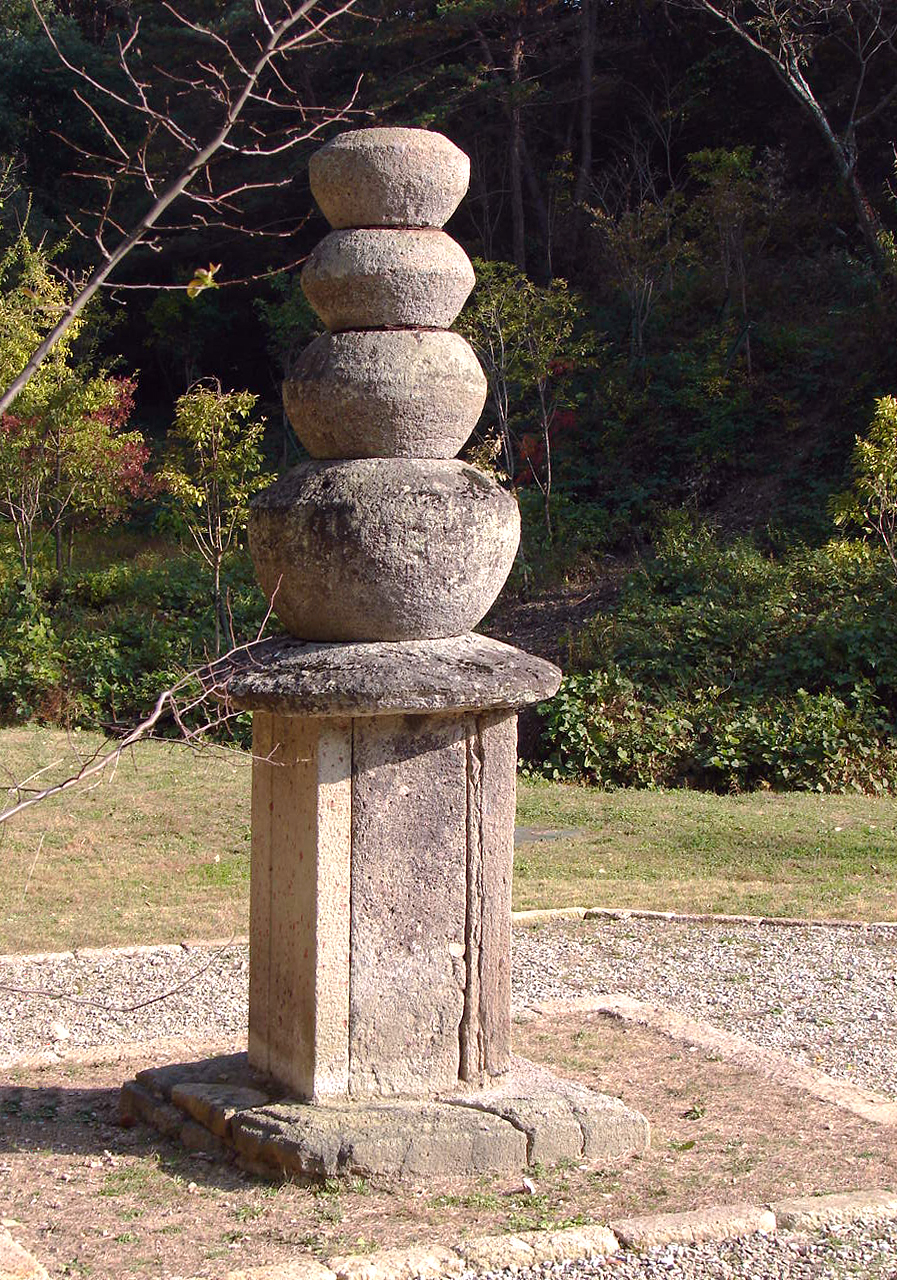
Pagoda Palwoohyŏng Tach'ŭng Sŏkt'ap - Cenna Kulturalna Wartość nr 282
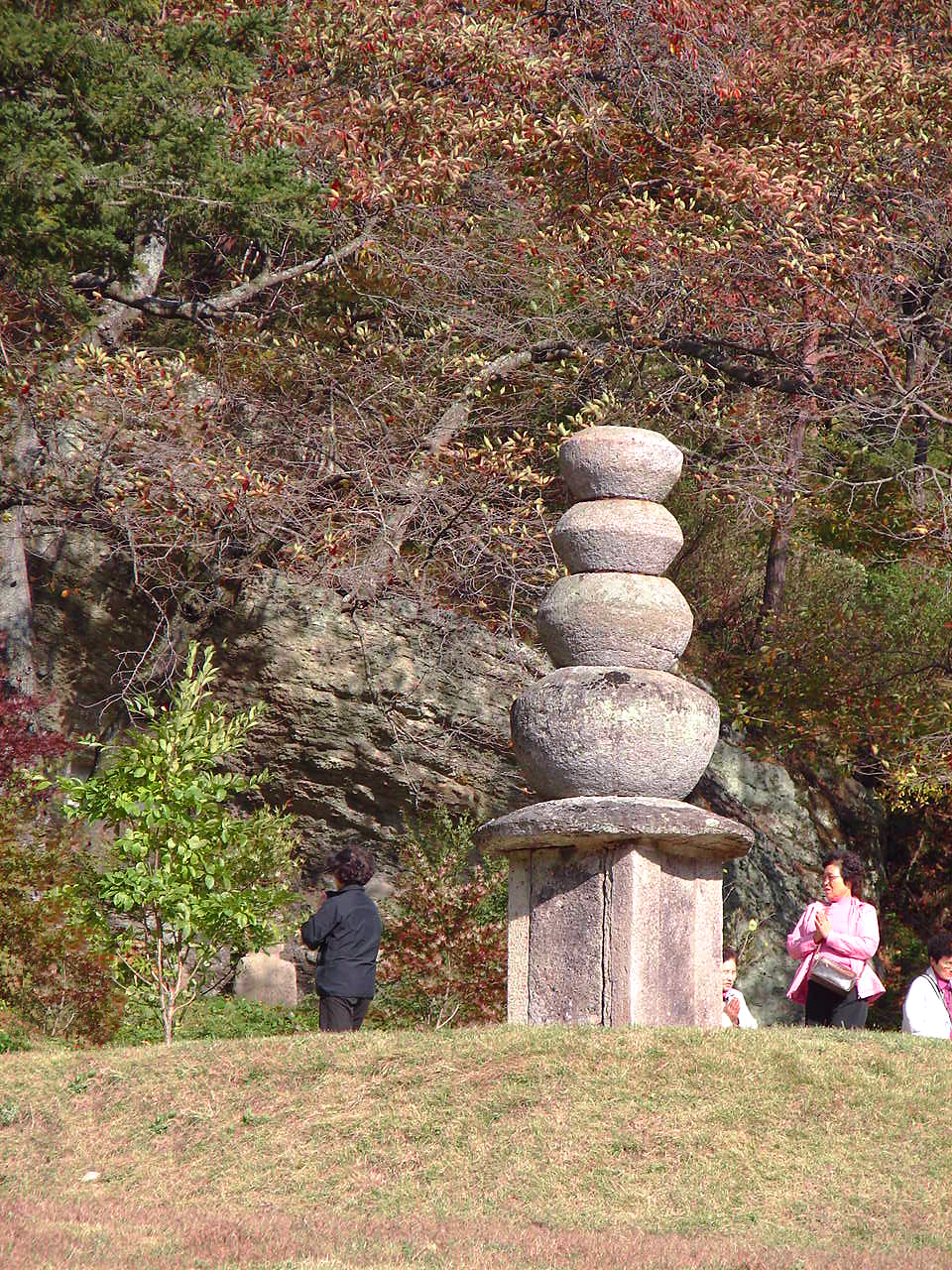
Pagoda Palwoohyŏng Tach'ŭng Sŏkt'ap
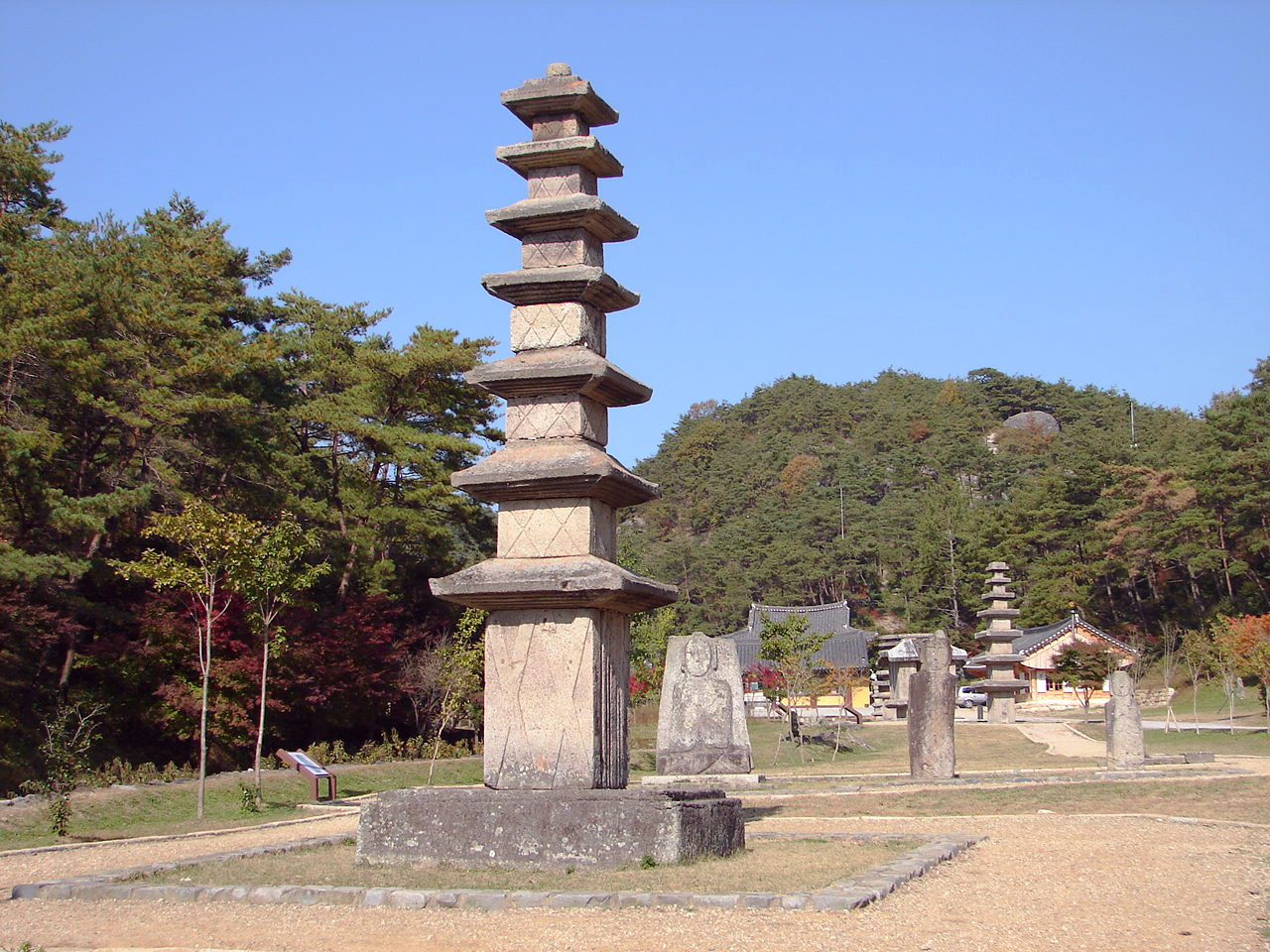
Ssang-Gyoch'amun Ch'ilch'ŭng Sŏkt'ap - Cenna Kulturalna Wartość nr 277
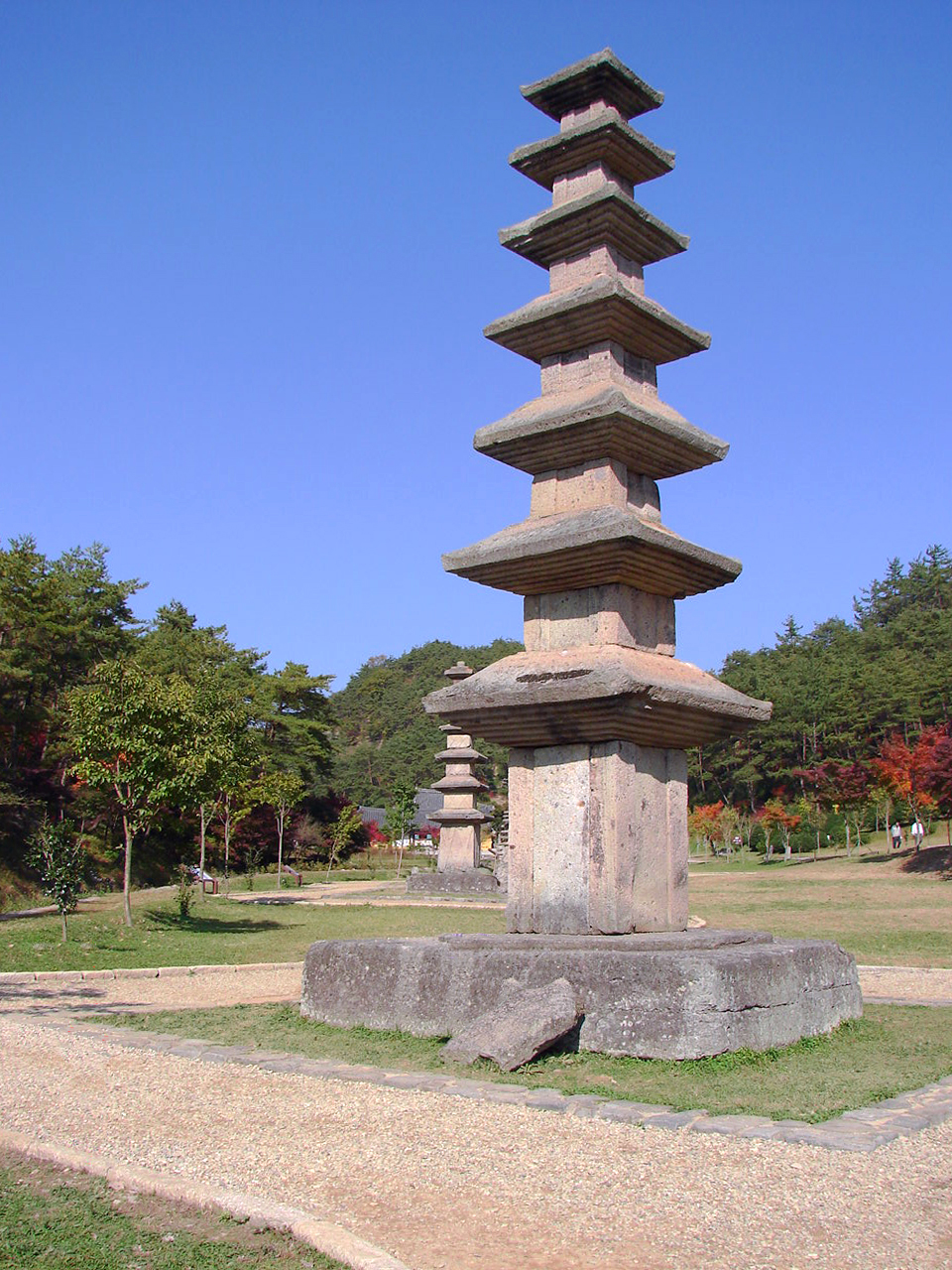
Ch'ilch'ŭng Sŏkt'ap przed Ch'ilsŏng Pawi - Cenna Kulturalna Wartość nr 281
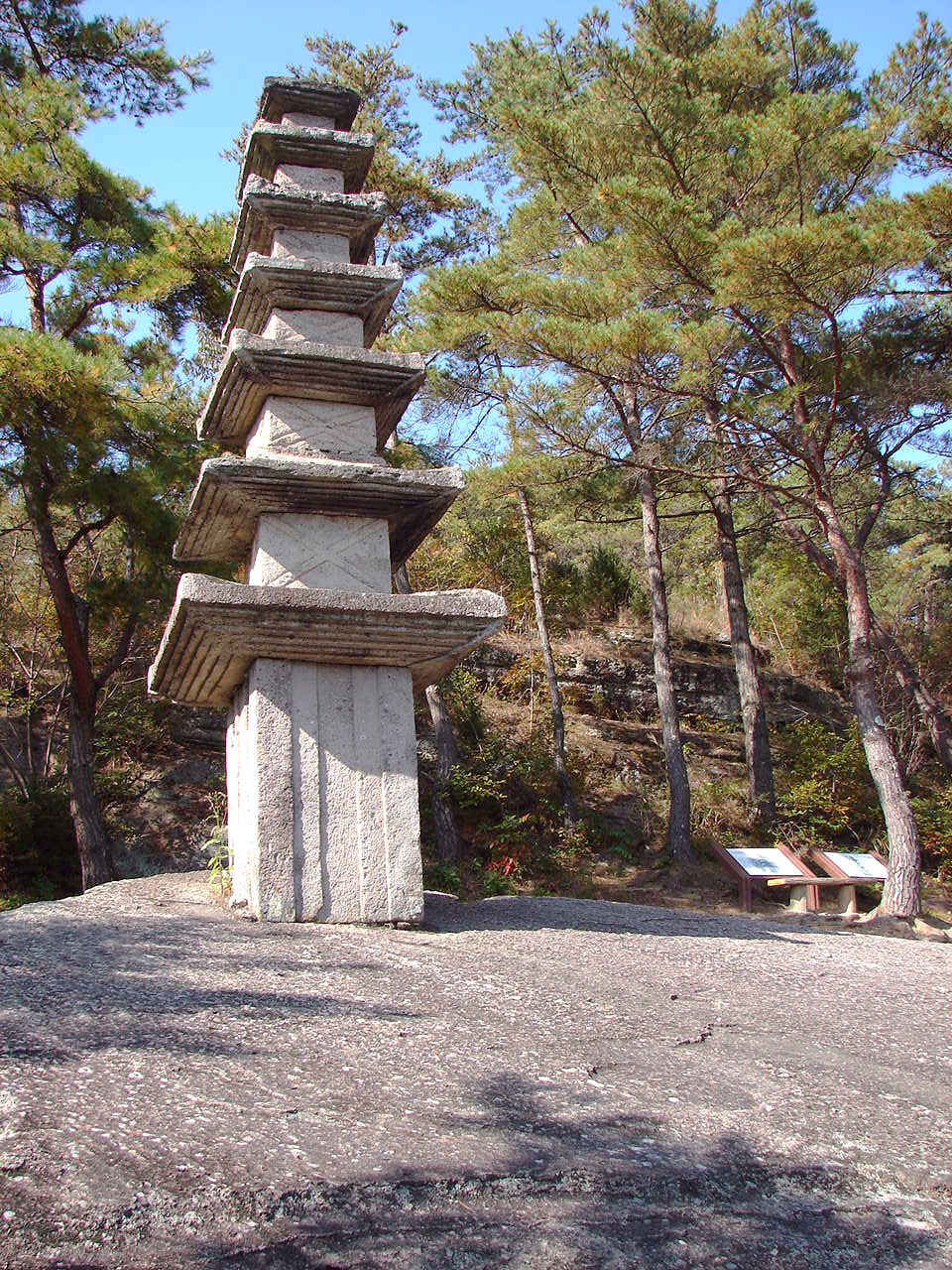
Kŏbuk Pawi Kyoch'amun Ch'ilch'ŭng Sŏkt'ap - Cenna Kulturalna Wartość nr 279
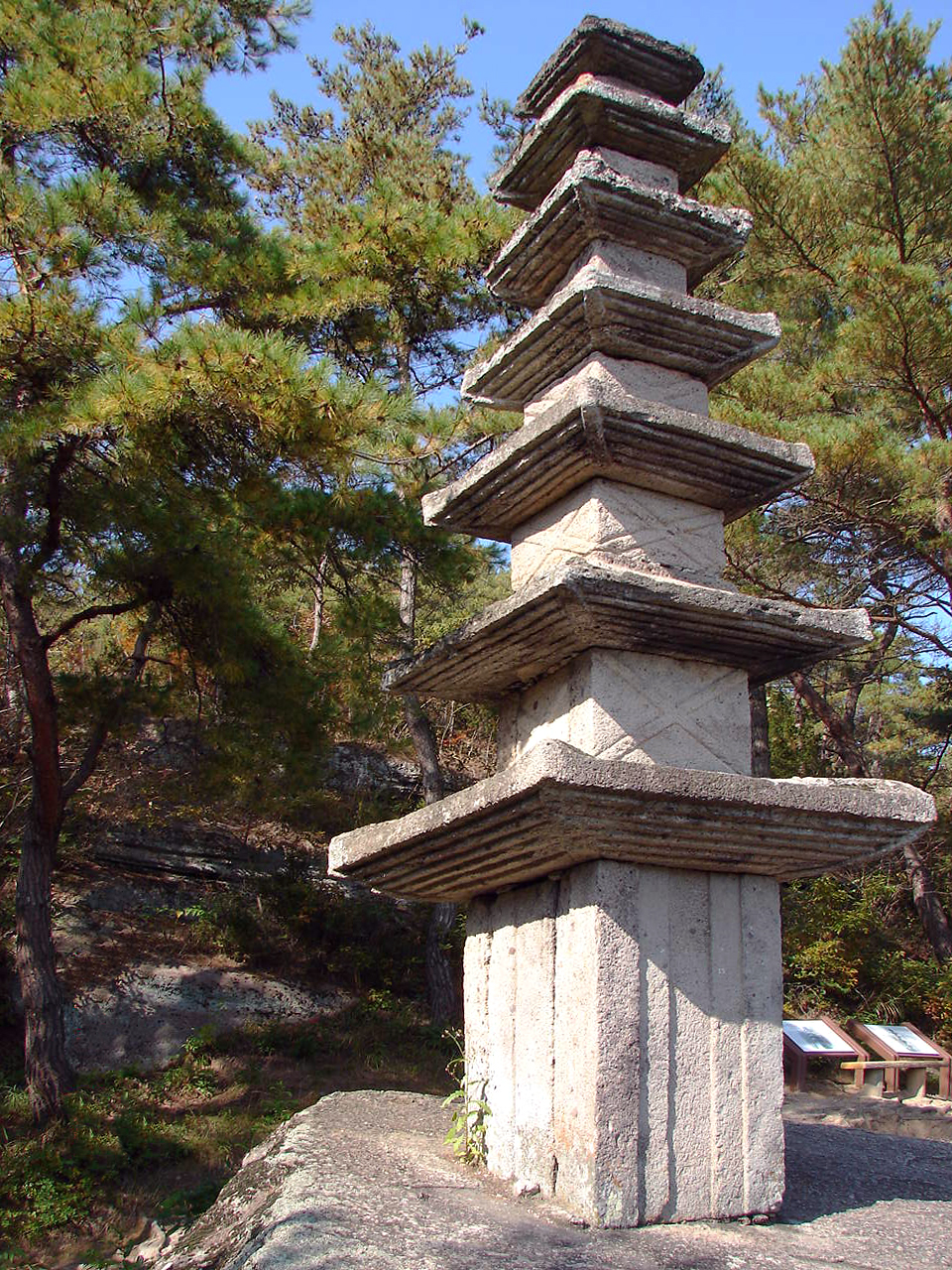
Kŏbuk Pawi Kyoch'amun Ch'ilch'ŭng Sŏkt'ap
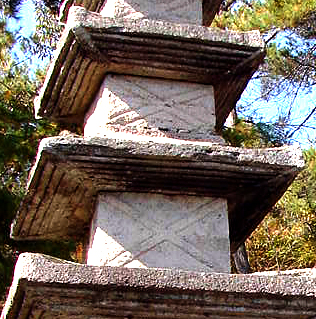
Wzór X na pagodzie
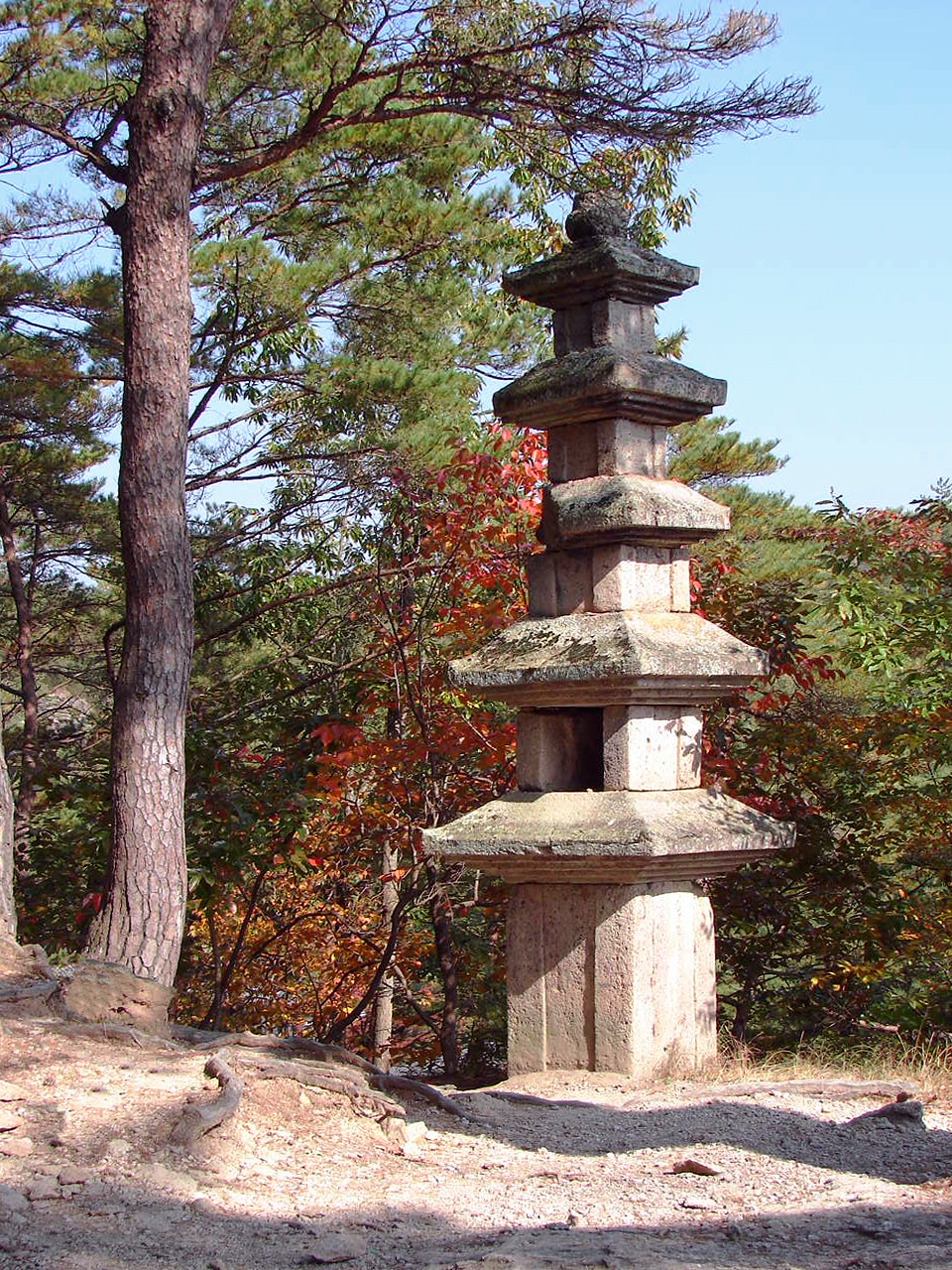
Pagoda Kŏbuk Pawi Ohch'ŭng Sŏkt'ap - Cenna Kulturalna Wartość nr 256
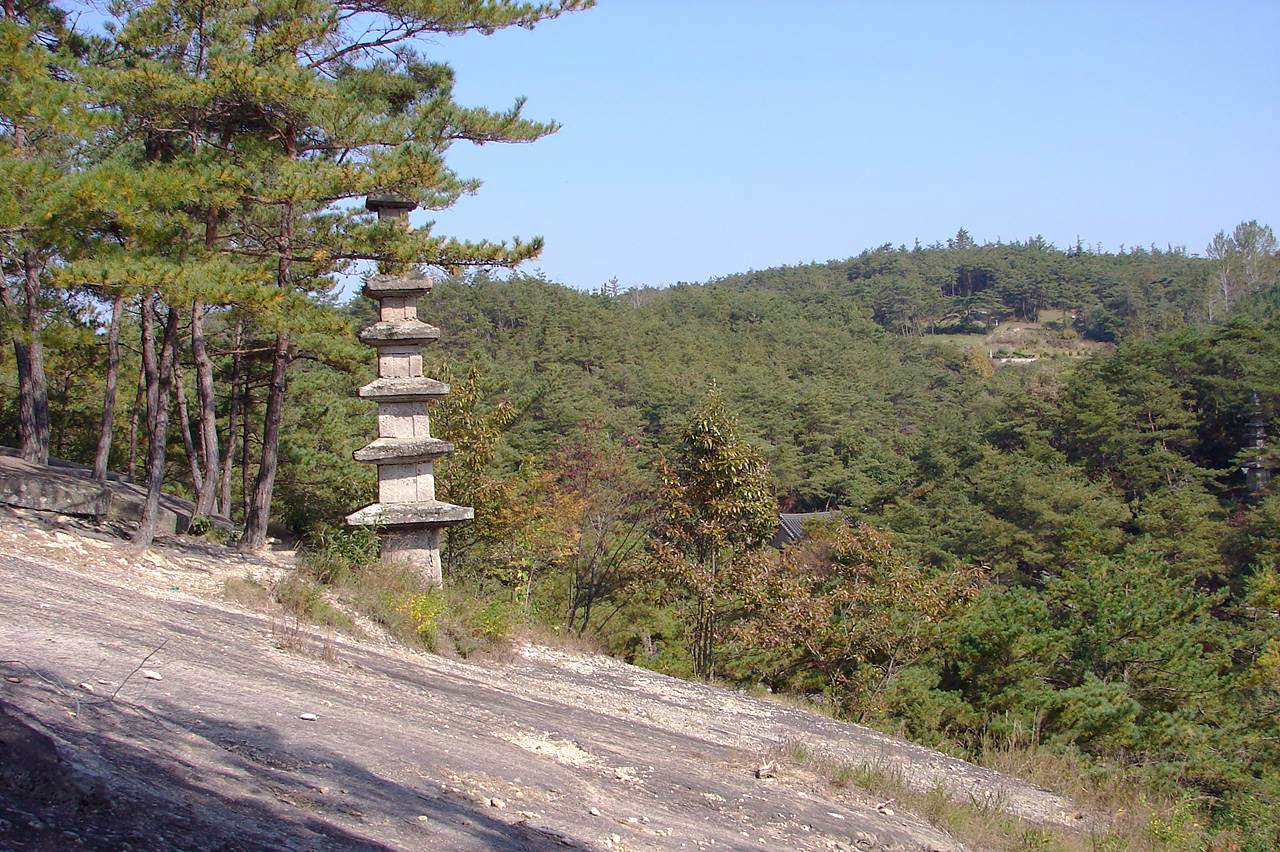
Pagoda Kŏbuk Pawi Ohch'ŭng Sŏkt'ap
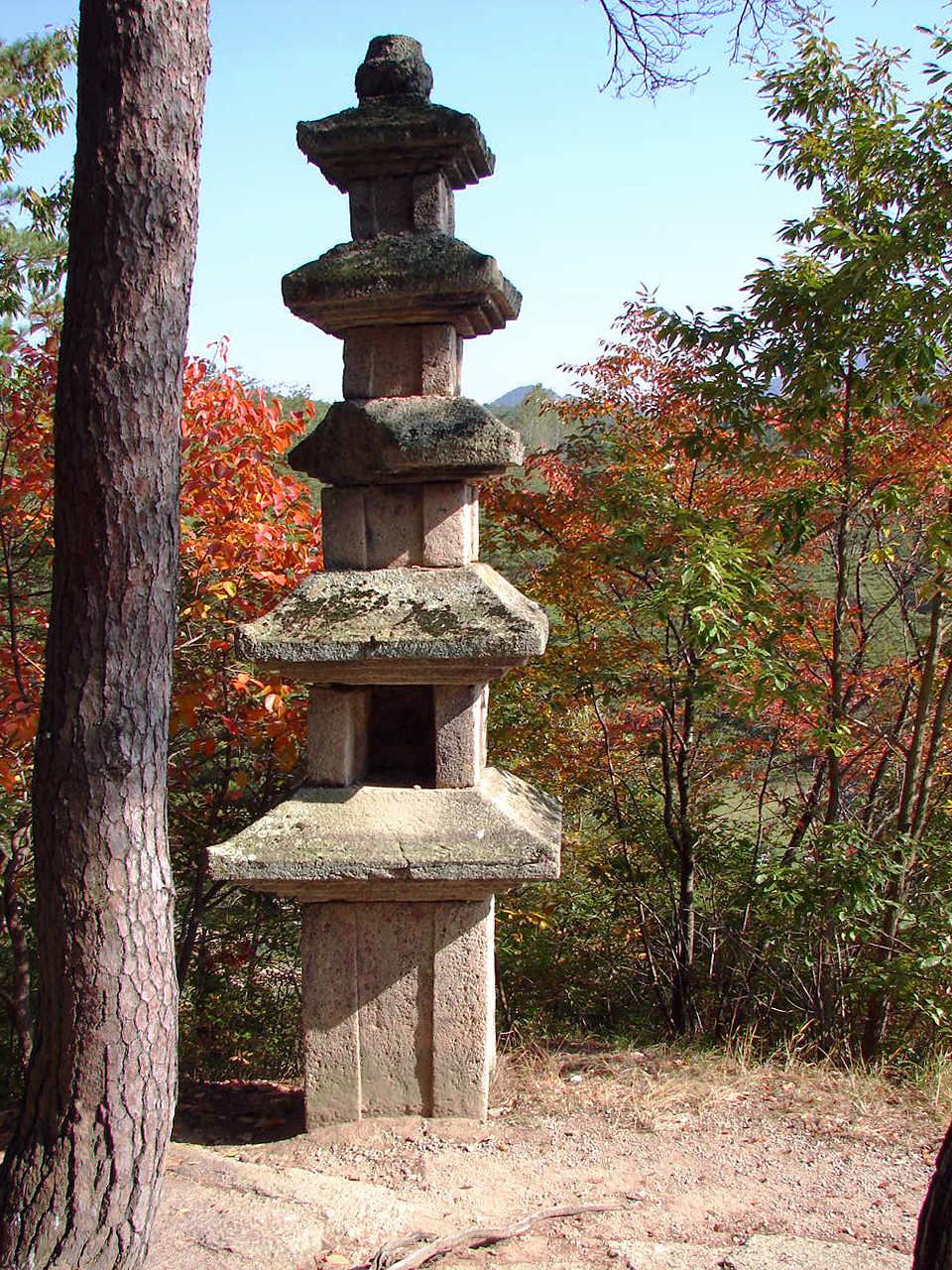
Pagoda Kŏbuk Pawi Ohch'ŭng Sŏkt'ap
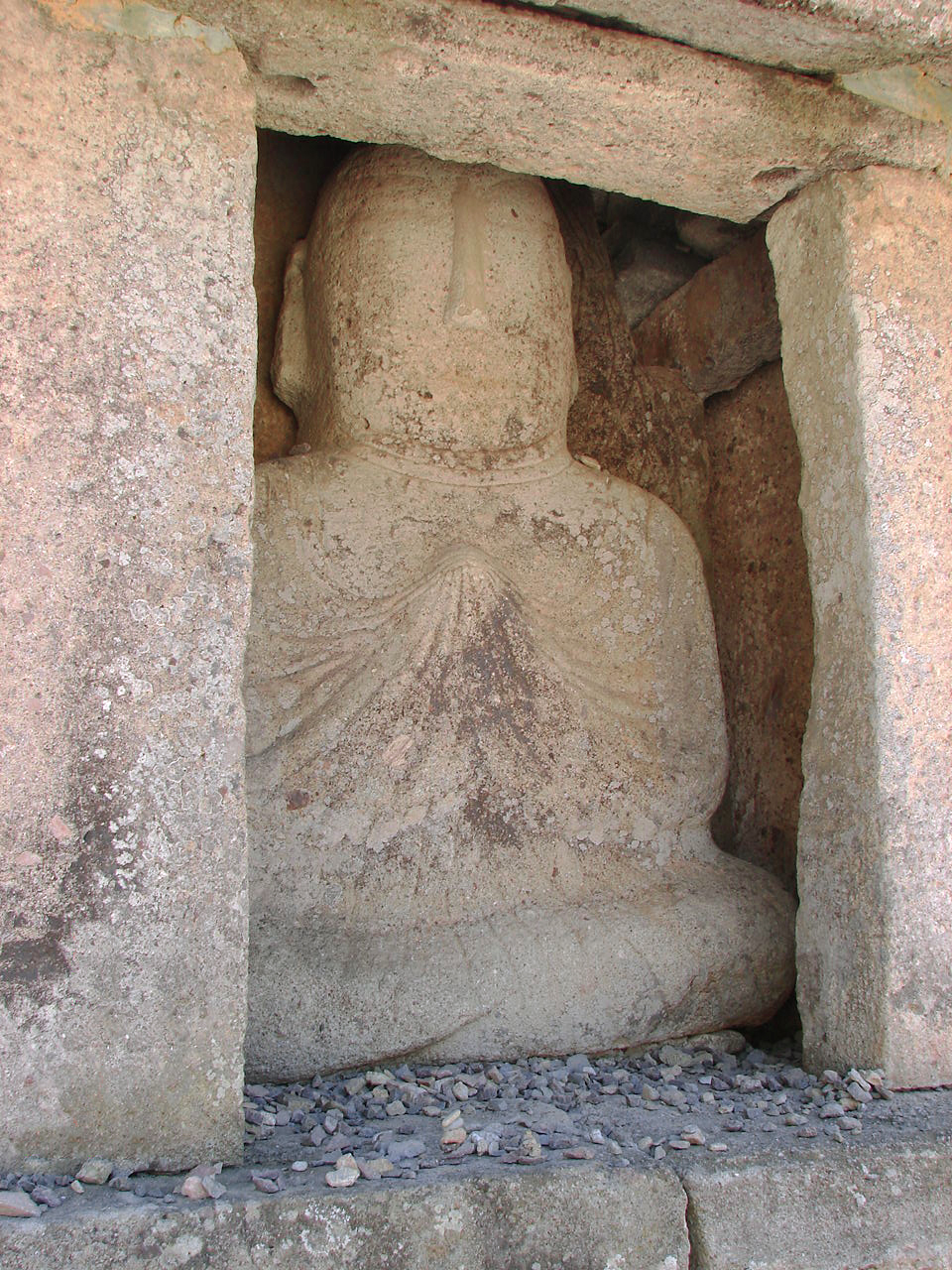
Kapliczka - Skarb nr 797
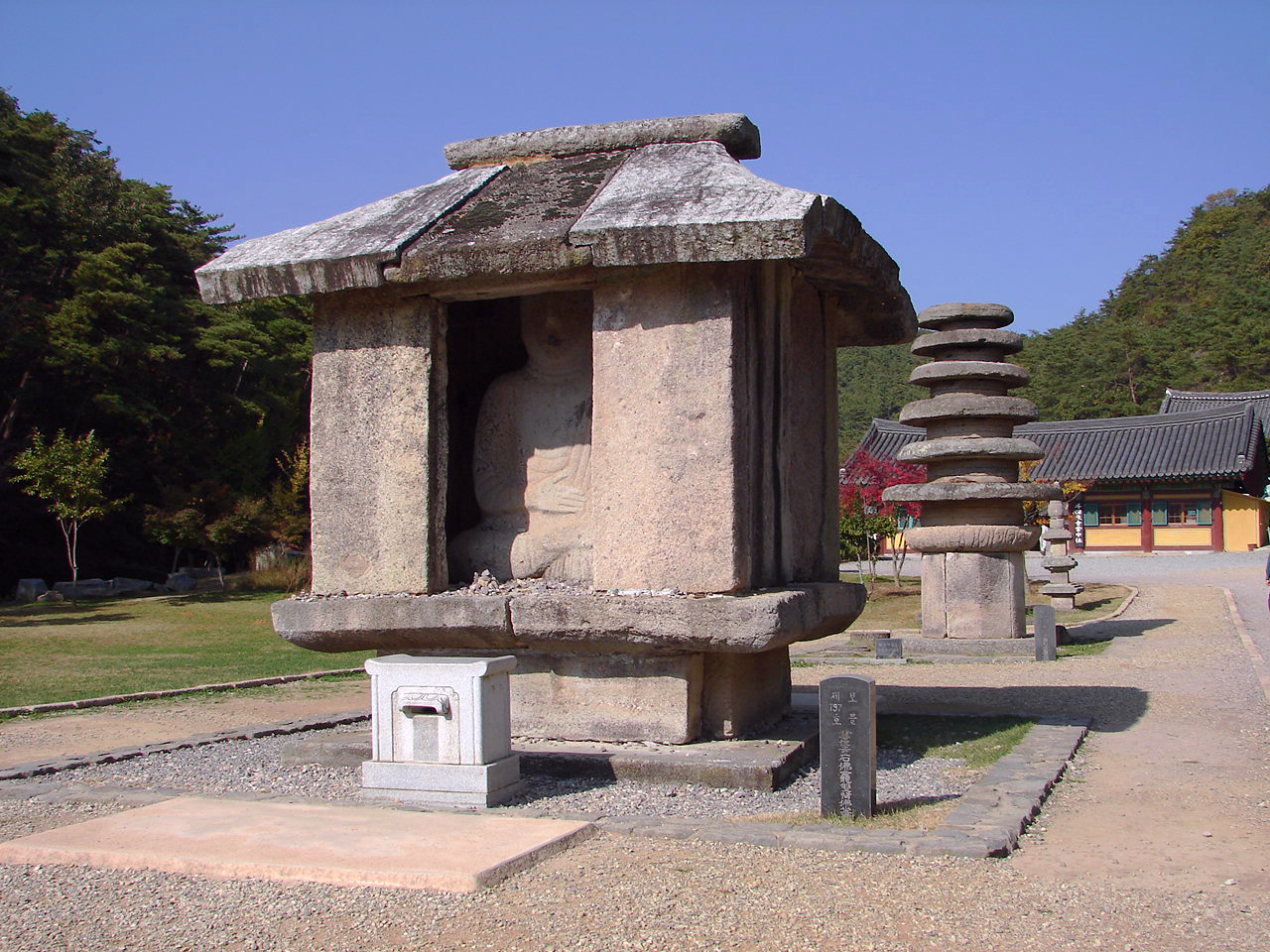
Kapliczka
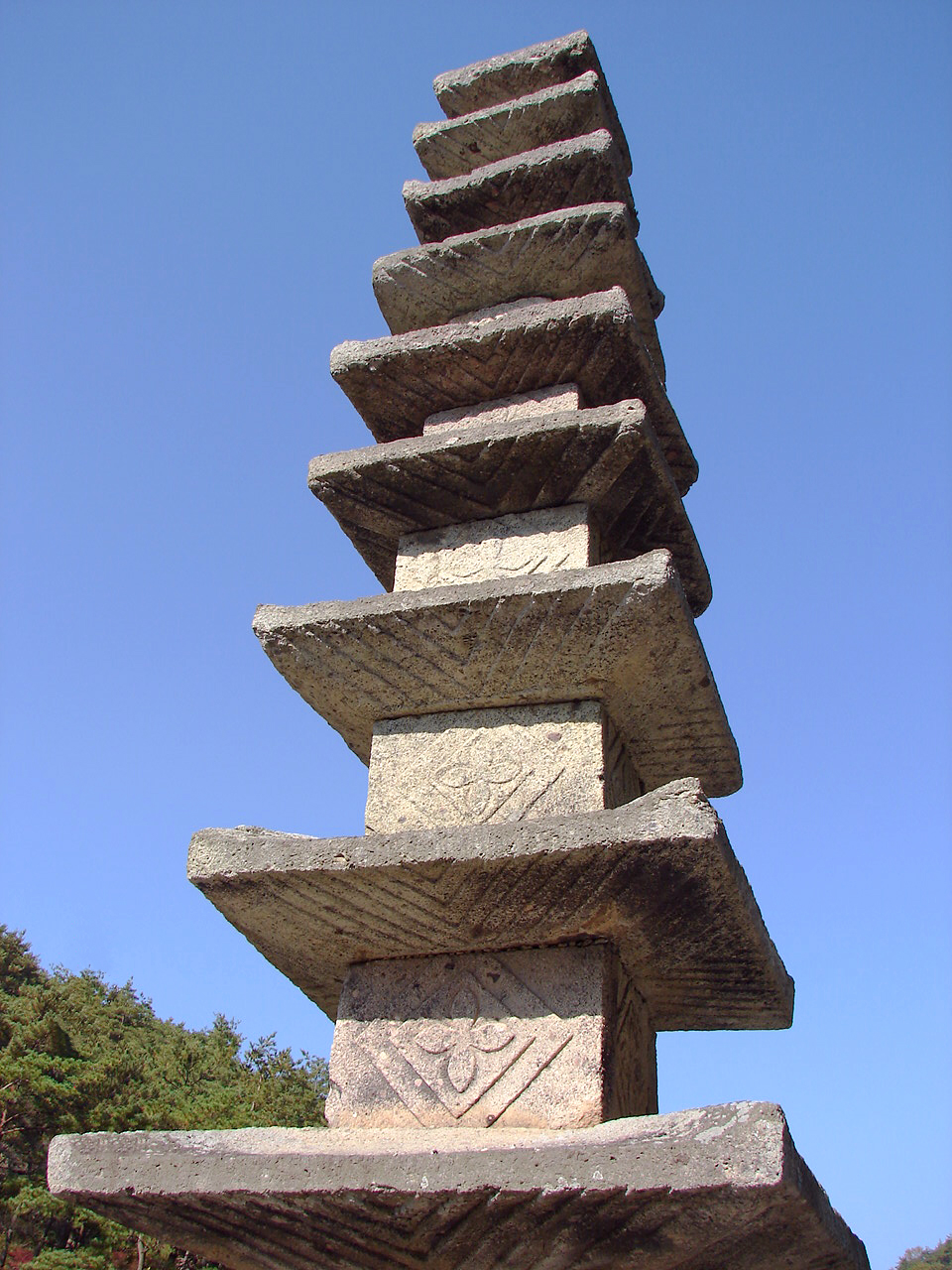
Pagoda Kuch'ŭng Sŏkt'ap - Skarb nr 796
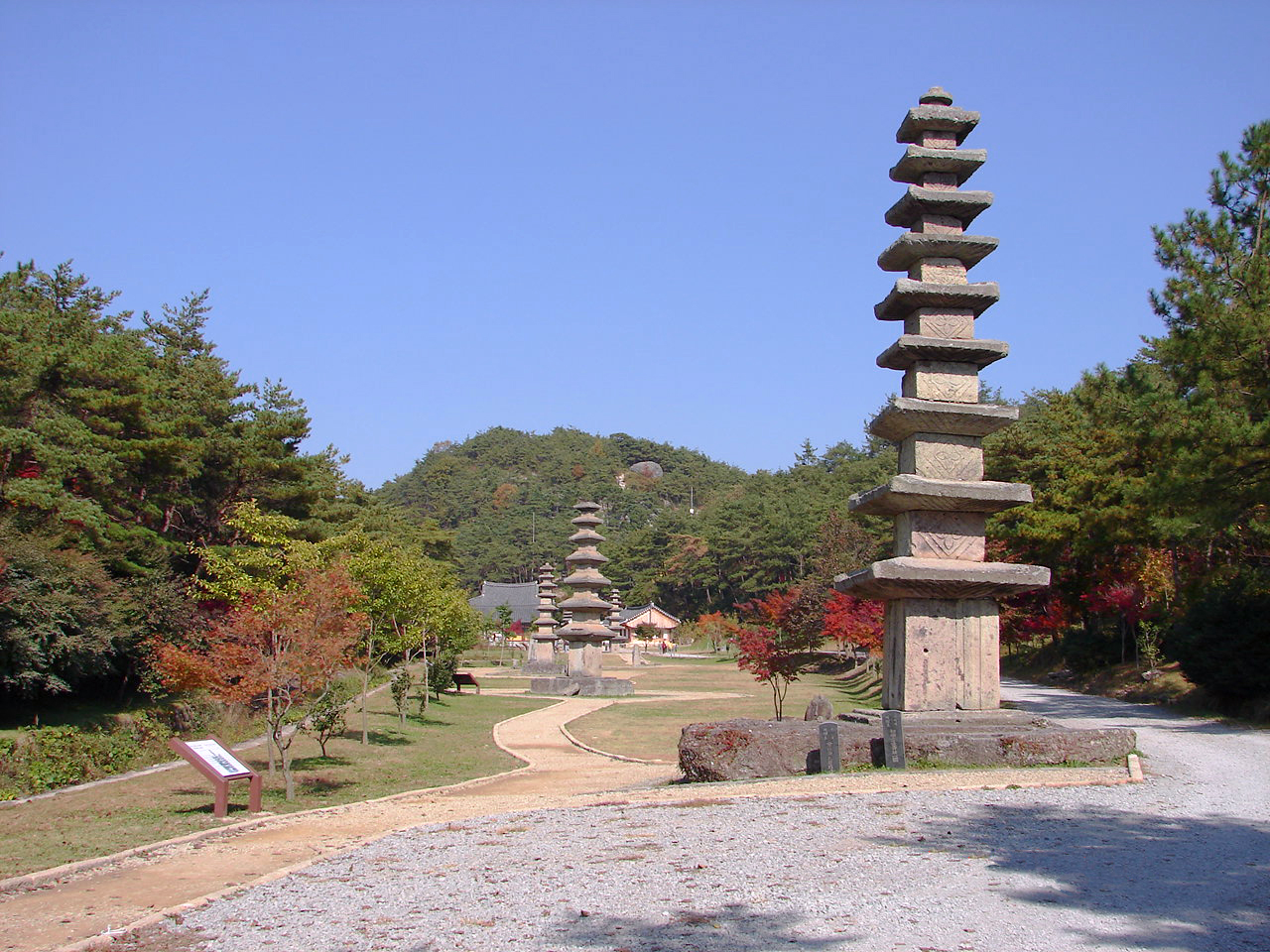
Pagoda Kuch'ŭng Sŏkt'ap
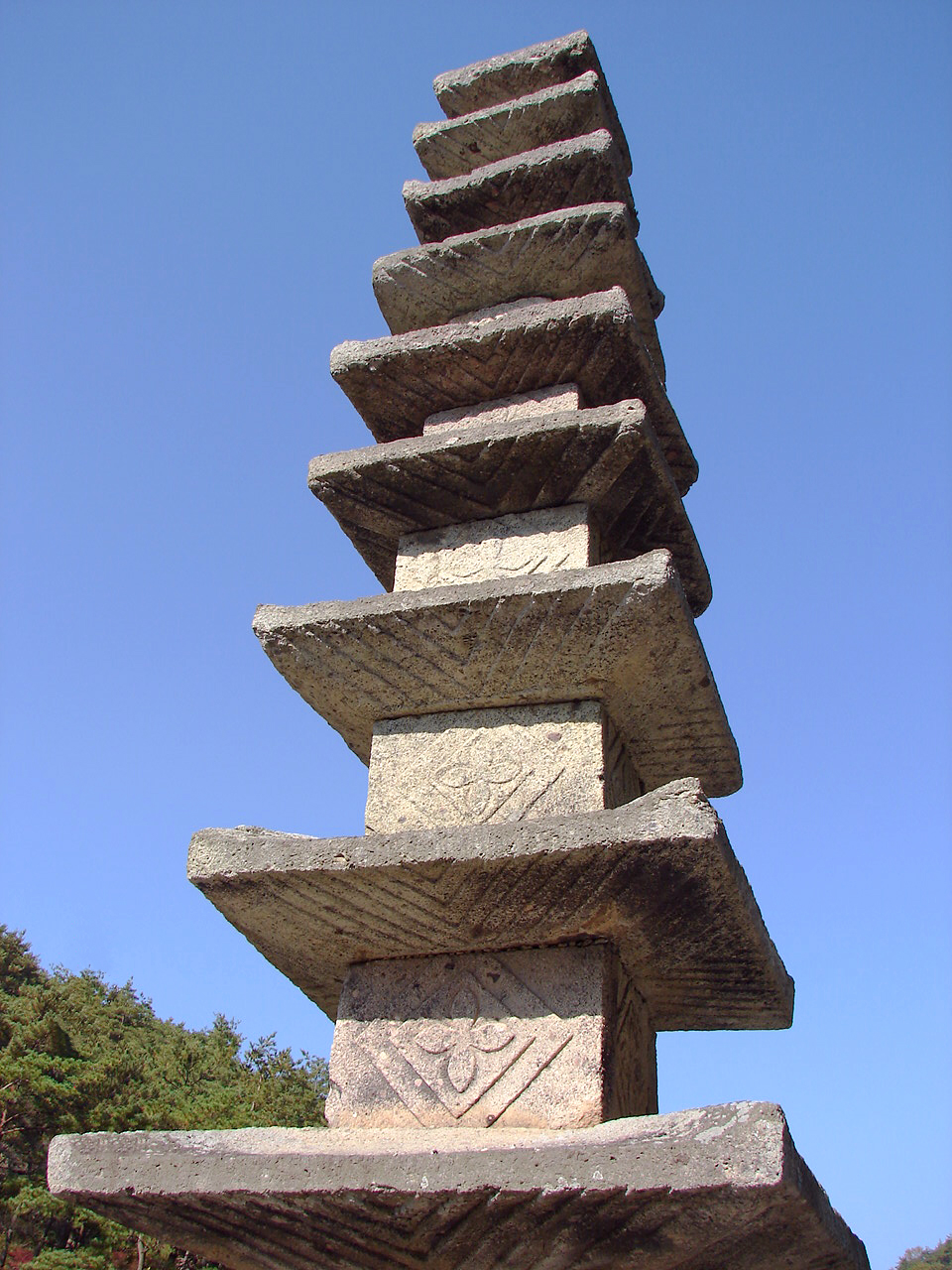
Pagoda Kuch'ŭng Sŏkt'ap